# 消滅した政権一覧
消滅した政権一覧（しょうめつしたせいけんいちらん）では、人類史上、かつて存在した国家もしくは政権を一覧する。ここでは併合や政体そのものの変化のみを取り上げ選挙やクーデターによる政権交代は含まない。

## 東アジア

### 中国大陸

#### 漢地（本土中国）
- 夏  紀元前1900年頃 - 紀元前1600年頃
- 殷（商）紀元前17世紀頃 - 紀元前1046年
- 周  紀元前1046年頃 - 紀元前256年
  - 西周 紀元前1046年頃 - 紀元前771年頃
  - 東周 紀元前771年頃 - 紀元前256年
- 晋 紀元前11世紀 - 紀元前376年
- 嚳、唐、虞
- 春秋戦国時代の諸国 紀元前770年 - 紀元前221年 
  - 春秋時代 紀元前770年 - 紀元前5世紀
  - 戦国時代 紀元前5世紀 - 紀元前221年
    - 戦国七雄
      - 秦 紀元前778年 - 紀元前206年
      - 楚 紀元前11世紀 - 紀元前223年
      - 斉 紀元前386年 - 紀元前221年
      - 燕 紀元前1100年頃 - 紀元前222年
      - 趙 紀元前403年 - 紀元前228年
      - 魏 紀元前403年 - 紀元前225年
      - 韓 紀元前403年 - 紀元前230年
- 漢 紀元前206年 - 220年
  - 前漢 紀元前206年 - 8年
  - 漢（中漢） 23年2月 - 27年（更始帝（劉玄）・劉盆子の2代）
  - 後漢 25年 - 220年
- 新 8年 - 23年
- 仲 197年 - 199年
- 三国時代 184年 - 280年
  - 魏 220年 - 265年
  - 呉 222年 - 280年
  - 蜀 221年 - 263年
- 晋 265年 - 420年
  - 西晋 265年 - 316年
  - 東晋 317年 - 420年
    - 桓楚 403年 - 404年
- 五胡十六国時代 304年 - 439年
  - 五胡　
    - 匈奴・鮮卑・羯・氐・羌

  - 十六国
    - 前涼	301年 - 376年	　
    - 前趙 	304年 - 329年
    - 成漢	304年 - 347年
    - 後趙	319年 - 351年
    - 前燕	337年 - 370年
    - 前秦	351年 - 394年
    - 後燕	384年 - 409年
    - 後秦	384年 - 417年
    - 西秦	385年 - 431年
    - 後涼	389年 - 403年
    - 南涼	397年 - 414年
    - 北涼	397年 - 439年
    - 南燕	398年 - 410年
    - 西涼	400年 - 421年
    - 夏       407年 - 431年
    - 北燕   409年 - 436年

  - 十六国以外
    - 仇池	296年 - 506年	　　
    - 代	315年 - 376年
    - 冉魏	350年 - 352年
    - 西燕	384年 - 394年	　
    - 翟魏	388年 - 392年
    - 後蜀	405年 - 413年
- 南北朝時代 439年 - 589年
  - 北朝
    - 北魏 386年 - 534年
    - 東魏 534年 - 550年
      - 北斉 550年 - 577年

    - 西魏 535年 - 556年
      - 北周 556年 - 581年

  - 南朝
    - 宋 (南朝) 420年 - 479年
    - 斉 (南朝) 479年 - 502年
    - 梁 (南朝) 502年 - 557年
      - 後梁 (南朝) 554年 - 587年

    - 陳 (南朝) 557年 - 589年
- 隋 581年 - 618年
- 隋末唐初 618年 - 630年
  - 隋末唐初の群雄
- 唐 618年 - 907年
  - 周 690年 - 705年
- 大燕  756年 - 763年
- 帰義軍 848年 - 1035年
- 斉 878年 -884年
- 五代十国時代 907年 - 960年
  - 五代
    - 後梁 907年 - 923年
    - 後唐 923年 - 936年
    - 後晋 936年 - 946年
    - 後漢 947年 - 950年
    - 後周 951年 - 960年

  - 十国
    - 前蜀 907年 - 925年
    - 後蜀 934年  - 965年
    - 呉 902年 - 937年
    - 南唐 937年 - 975年
    - 荊南 907年 - 963年
    - 呉越 907年 - 978年
    - 閩 909年 - 945年
    - 楚 907年 - 951年
    - 南漢 909年 - 971年
    - 北漢 951年 - 979年

  - 十国以外
    - 岐 907年 - 924年
    - 桀燕 911年 - 913年
    - 清源
    - 武平
- 宋 960年 - 1279年
  - 北宋 960年 - 1127年
  - 南宋 1127年 - 1279年
- 遼（契丹）916年 - 1125年
- 西夏 1038年 - 1227年
- 金 1115年 - 1234年
- 楚 (張邦昌) 1127年
- 劉斉 1130年 - 1137年
- 元 1271年 - 1368年
- 夏 (元末) 1363年 - 1371年
- 明 1368年 - 1644年
  -  南明 1644年 - 1661年
- 順 1644年 - 1649年
- 大西 1644年 - 1646年
- 清 1616年 - 1912年
- 呉周 1678年 - 1681年
- 太平天国 1851年 - 1864年
- 昇平天国 1854年 - 1857年
- 中華帝国 1915年 - 1916年
- 軍閥時代
  - 北洋軍閥
    -  直隷派
    -  安徽派
    -  奉天派
    -  山西派
    -  西北派

  - 地方軍閥
    - 雲南派
    - 旧広西派
    -  新広西派
    -  馬家軍
    -  新疆派
- 広州コミューン 1927年
- 秋収コミューン 1927年
- 中華共和国 1933年 - 1934年
- 中華ソビエト共和国 1931年 - 1935年
- 中華ソビエト人民共和国 1935年 - 1936年
- 中華ソビエト民主共和国 1936年 - 1937年
- 中華民国 1912年 -
  - 広東政府
    -  第1次広東政府 1917年 - 1920年
    -  第2次広東政府 1921年 - 1922年
    -  第3次広東政府 1923年 - 1925年
    -  第4次広東政府 1925年 - 1926年
    -  第5次広東政府 1931年 - 1936年

  - 国民政府
    -  広州国民政府 1925年 - 1926年
    -  武漢国民政府 1926年 - 1927年
    -  南京国民政府 1927年 - 1949年

  -  臨時政府 1937年 - 1940年
  -  維新政府 1938年 - 1940年
    -  督弁上海市政公署 1938年

  -  南京国民政府 1940年 - 1945年
  -  冀東防共自治政府 1935年 - 1938年
  - 冀察政務委員会 1935年 - 1937年
- 上海市大道政府 1937年 - 1938年
- 大中華仏国 (石頂武) 1947年 - 1953年
- 大中華仏国 (石金鑫) 1983年
- 基督天国 1989年 - 2005年

#### マカオ・香港
- ポルトガル領マカオ 1557年 - 1999年
- 中国王朝時代の香港
- イギリス領香港 1841年 - 1997年
- 日本占領時期の香港 1941年 - 1945年

#### 列強の中国租借地
- 大連租借地（英語版）  1898年 - 1905年
- 膠州湾租借地 1898年 - 1914年
- 威海衛租借地 1898年 - 1930年
- 新界租借地 1898年 - 1997年
- 広州湾租借地 1900年 - 1945年
- 関東州 1905年 - 1945年

#### 雲貴高原（中国西南地区）
- 滇（紀元前8世紀 - 紀元前109年）
- 夜郎（紀元前523年 - 紀元前27年）
- 哀牢（中国語版）（紀元前3世紀頃 - 76年）
- 慕俄格（英語版）(水西土司)（300年 - 1698年）
- 爨
- 思州土司（英語版）（582年 - 1413年）
- 六詔
- 南詔（738年 - 902年）
- 羅殿（中国語版）
- 播州土司（英語版）（876年 - 1600年）
- 雲南三朝
  - 大長和（英語版）（902年 - 928年）
  - 大天興（中国語版）（928年 - 929年）
  - 大義寧（中国語版）（929年 - 937年）
- 大理（937年 - 1253年）
- 大中（1094年 - 1096年）
- 羅氏鬼国（英語版）（1042年 - 1279年）
- 自杞（英語版）（1100年 - 1259年）
- シップソーンパンナー（1180年 - 1950年）
- 木氏土司（？ - 1723年）
- 梁王国（1267年 - 1382年）
- モンマオ（英語版）（1335年頃 - 1444年）
- 芒市土司（英語版）（1443年 - 1955年）
- 勐卯土司（英語版）（1611年 - 1955年）
- 平南国（1856年 - 1872年）

#### 青海地域（中国西南地区）
- 吐谷渾 329年 - 663年

#### チベット地域（中国西南地区）
- シャンシュン王国 紀元前 - 643年
- 吐蕃 618年 - 842年
- グゲ王国 842年 - 1630年
- パクモドゥパ政権 1358年-1480年
- グシ・ハン王朝 1642年 - 1724年
- チベット (1912-1950) 1912年 - 1951年

#### 満洲地域（中国東北地区）
- 古朝鮮 紀元前?年 - 紀元前108年
- 夫餘 紀元前1世紀頃 - 494年
- 高句麗 紀元前1世紀頃 - 668年
- 渤海 698年 - 926年
- 東丹 926年 - ?年
- 後渤海 （復興） 926年 - 976年頃?
- 定安 938年 - 1003年
- 兀惹（烏舎）10世紀後半
- 後渤海 （再興） 989年 - 1018年
- 興遼 1029年 - 1030年
- 大渤海（大元）1116年
- 金（女真）1115年 - 1234年
- 後金（満洲）1616年 - 1636年(1912年)
- ゼルトゥガ共和国（英語版）1883年 - 1886年
- 奉天派 1912年 - 1931年
- 満洲国（満洲帝国）(関東軍の統治下) 1932年 - 1945年
- ソビエト連邦による満州占領 1945年 - 1946年

#### 東トルキスタン（中国西北地区）
- 楼蘭、疏勒、亀茲、焉耆、車師、莎車、姑墨、于闐、烏孫
- 高昌 460年 - 640年
- カラハン朝 960年 - 11世紀半ば
  - 東カラハン朝 11世紀半ば - 1210年
  - 西カラハン朝 11世紀半ば - 1212年
- 天山ウイグル王国 856年 - 1211年
- 西遼（カラ・キタイ）1124年 - 1218年
- チャガタイ・ハン国 1225年 - 1340年
- 東チャガタイ・ハン国 1340年 - 1462年
- ヤルカンド・ハン国 1514年 - 1696年
- ジュンガル 1637年 - 1755年
- ハミ郡王家 1696年 - 1930年
- 東トルキスタン共和国 1933年 - 1934年，1944年 - 1946年

### モンゴル高原
- 獫狁、葷粥、山戎、東胡
- 匈奴 紀元前209年 - 93年
- 南匈奴 48年 - 304年
- 鮮卑 紀元前209年 - 386年
- 柔然 402年 - 555年
- 高車 4世紀 - 6世紀
- 突厥 552年 - 582年
- 回鶻 744年 - 840年
- 契丹（遼）916年 - 1125年
- カムク・モンゴル 1147年 - 1206年　
  - モンゴル帝国 1206年 - 1634年
    - 大元ウルス 1271年 - 1368年
      - 北元 1368年 - 1634年
- オイラト
- 大モンゴル国（ボグド・ハーン政権）1911年 - 1924年
- 察東特別自治区 1933年 - 1936年
- 蒙古軍政府 1936年 - 1937年
- 察南自治政府 1938年 - 1939年
- 晋北自治政府 1937年 - 1939年
- 蒙古聯盟自治政府 1937年 - 1939年
- トゥヴァ人民共和国 1921年 - 1944年
- 内モンゴル人民共和国 1945年
- 蒙古聯合自治政府 1939年 - 1945年
- モンゴル人民共和国 1924年 - 1992年
- 東モンゴル自治政府 1946年

### 朝鮮半島
- 古朝鮮
  - 檀君朝鮮 紀元前2333年 - 紀元前1112年
  - 箕子朝鮮 紀元前12世紀? - 紀元前194年
  - 衛氏朝鮮 紀元前195年？ - 紀元前108年
- 三韓
  - 辰韓 紀元前2世紀 - 356年
  - 弁韓 紀元前2世紀末 - 4世紀
  - 馬韓 紀元前2世紀末 - 4世紀中葉
- 漢四郡
  - 楽浪郡 紀元前108年 - 313年　
  - 真番郡 紀元前108年 - 紀元前82年　
  - 臨屯郡 紀元前108年 - 紀元前82年　
  - 玄菟郡 紀元前107年 - 107年
- 高句麗 紀元前1世紀頃 - 668年
- 新羅 紀元前57年 - 935年
  -  統一新羅 676年 - 935年
- 百済 4世紀前半頃 - 660年
- 任那 4〜5世紀？ - 562年
- 報徳国 7世紀後半
- 耽羅国（済州島）3世紀頃? - 1402年
- 于山国（鬱陵島）
- 唐による支配
  - 熊津都督府 660年 - 676年　
  - 安東都護府 668年 - 773年
  - 鶏林州都督府
- 後百済 892年 - 936年
- 後高句麗 899年 - 918年
- 高麗（王氏高麗）918年 - 1392年
- 元による支配
  - 双城総管府　1258年 - 1356年
  - 東寧府　1269年 - 1290年
- 李氏朝鮮 1392年 - 1910年
  -  大韓帝国 1897年 - 1910年
- 統監府 1906年 - 1910年
- 朝鮮総督府 1910年 - 1945年
- 朝鮮人民共和国 1945年
- 連合軍軍政期 1945年 - 1948年
  -  アメリカ軍政庁 1945年 - 1948年
  -  ソビエト民政庁 1945年 - 1946年
    -  北朝鮮人民委員会 1946年 - 1948年

### 日本列島（本土及び北海道）
- 倭国
- 奴国
- 邪馬台国、対馬国、一支国、末盧国、伊都国、不弥国、投馬国、狗奴国
- 毛野国、筑紫国、出雲国、越国、吉備国、肥国、豊国、日高見国
- ヤマト政権
- 平将門政権
- 奥州藤原氏政権
- 平氏政権 1167年 - 1185年
- 幕府
  -  鎌倉幕府 1180～1192年 - 1333年
  -  室町幕府 1336年 - 1573年
    - 越中公方
    - 堺公方
    - 鎌倉府
      - 篠川公方
      - 稲村公方

    - 古河公方
      - 小弓公方

    - 堀越公方

  -  江戸幕府 1603年 - 1867年
    - 諸藩
- 建武政権 1333年 - 1336年
- 南朝（吉野朝廷）1337年 - 1392年
  - 後南朝
- 北朝（それぞれ分裂政権として）
- 戦国大名
- 細川政権 1493年 - 1549年
- 三好政権 1549年 - 1568年
- 織豊政権 1573年 - 1603年
  -  織田政権 1573年 - 1585年
  -  豊臣政権 1585年 - 1603年
- 喜連川藩(形式上徳川家に臣従関係なし)
- ピール島植民政府（小笠原諸島）
- 隠岐自治政府（隠岐騒動）
- 日本薩摩琉球国太守政府（1867年に薩摩藩が対外的に称した政権名）
- 奥羽越列藩同盟
- 蝦夷共和国 1868年 - 1869年
- 臨時北部南西諸島政庁（鹿児島県大島支庁を改組したアメリカ軍占領下の行政機構）1946年
- 連合国軍占領下の日本 1945年 - 1952年
- アメリカ施政権下の小笠原諸島 1945年 - 1968年

### 琉球列島
- 三山時代 1322年 - 1429年頃
  - 北山王国（山北）14世紀初め - 1416年
  - 南山王国（山南）14世紀初め - 1429年
  - 中山王国 1314年頃 - 1429年頃
- 琉球王国 1429年頃 - 1872年
  - 第一尚氏 1406年 - 1469年
  -  第二尚氏 1469年 - 1879年
- 八重山自治会 1945年 - 1946年
- 琉球政府（沖縄諸島における米軍軍政下の行政機構であり、独立政権ではない）1952年 - 1972年
- 沖縄諮詢会→沖縄民政府
- 宮古民政府
- 八重山民政府
- 群島 (沖縄)

### 台湾島
- 大肚王国 16世紀半ば - 1732年
- オランダ統治時代の台湾 1624年-1662年
- スペイン領東インド 1626年-1642年
- 鄭氏台湾（鄭成功が樹立した政権）1662年 - 1683年
- 清朝統治時代の台湾 1683年-1895年
- 台湾民主国 1895年
- 鉄国山 1896年-1902年
- 大靖政権 1897年-1898年
- 大明慈悲国 1915年-1916年
- 台湾総督府 1895年-1945年

## 東南アジア

### ベトナム
- 文郎国 前2879年? - 前258年?
- 甌雒国 前257年 - 前207年
- 南越 前203年- 前111年
- 第一次北属期（漢統治）紀元前111年 - 40年
- 徴氏 40年 - 42年
- 第二次北属期（六朝統治）43年 - 544年
  - 士氏 187年 - 226年
- チャンパ王国 192年 - 1832年
- 前李朝 544年 - 602年
- 第三次北属期（隋、唐統治）602年 - 905年
- 曲氏 906年 - 930年
- 楊氏 931年 - 937年
- 矯氏 937年 - 938年
- 呉朝 939年 - 968年
- 丁朝 968年 - 980年
- 前黎朝 980年 - 1009年
- 大越 1054年 - 1400年
  - 李朝 1009年 - 1225年
  - 陳朝 1225年 - 1400年
- 胡朝 1400年 - 1407年
- 後陳朝 1407年 - 1414年
- 第四次北属期 （明統治）1407年 - 1427年
- 後陳朝  1426年 - 1428年
- 大越 1428年 - 1804年
  - 後黎朝 1428年 - 1527年
  - 莫朝 1527年 - 1677年
  - 後黎朝 1532年 - 1789年
    -  鄭氏政権 1545年 - 1787年
    -  阮氏政権 1558年 - 1777年

  -  西山朝 1778年 - 1802年
  -  阮朝 1802年 - 1945年
- 安南保護国 1883年 - 1945年
- フランス領インドシナ 1887年 - 1954年
- ゲティン・ソヴィエト 1930年 - 1931年
- ベトナム帝国 1945年
- ベトナム民主共和国 1945年 - 1976年
- コーチシナ共和国 1946年 - 1949年
- ベトナム国 1949年 - 1955年
- ベトナム共和国 1955年 - 1975年
- 南ベトナム共和国 1975年 - 1976年

### カンボジア
- 扶南 50/68年 - 628年
- 真臘 550年 - 802年
- クメール王朝（アンコール朝）802年 - 1431年
  - カンボジアの暗黒時代（英語版） 1431年 - 1863年
- フランス保護領カンボジア 1863年 - 1953年
- フランス領インドシナ 1887年 - 1954年
- 日本占領時期のカンボジア 1941年 - 1945年
- カンボジア王国 1953年 - 1970年
- クメール共和国（ロン・ノル政権）1970年 - 1975年
- 民主カンプチア（ポル・ポト政権）1975年 - 1979年
- カンプチア人民共和国（ヘン・サムリン政権）1979年 - 1989年
- カンボジア国（ヘン・サムリン政権）1989年 - 1992年

### ラオス
- 南詔 738年 - 902年
- ラーンサーン朝 1354年 - 1709年
- ルアンパバーン王国 1706年 - 1949年
- ヴィエンチャン王国 1707年 - 1828年
- チャンパーサック王国 1713年 - 1904年
- シエンクアーン王国 1788年 - 1899年
- フランス領インドシナ 1887年 - 1954年
- フランス保護領ラオス（英語版）
- ラーオ・イサラ 1945年 - 1946年
- ラオス王国 1949年 - 1975年

### タイ
- ラヴォ王国 450年 - 1388年
- ドヴァーラヴァティー王国 6世紀頃 - 11世紀頃
- シュリーヴィジャヤ王国 650年 - 1377年
- ハリプンチャイ王国 661年 - 1292年
- クメール王朝（アンコール朝）802年 - 1431年
- パヤオ王国 1094年 - 1338年
- プレー王国 12世紀頃 - 1443年
- スコータイ王朝 1240年頃 - 1438年
- ラーンナータイ王朝 1292年 - 1775年
- カーオ王国 13世紀 - 1450年頃
- アユタヤ王朝 1351年 - 1767年
- パタニ王国 1516年 - 1902年
- ナーン王国 1727年 - 1931年
- トンブリー王朝 1767年 - 1782年
- シャム王国 1782年 - 1932年

### ビルマ
- タトゥン王国（英語版） 9世紀 - 1057年
- パガン王朝 1044年 - 1314年
- ペグー朝 1287年 - 1539年
- アヴァ王朝 1364年 - 1555年
- タウングー王朝 14世紀頃 - 1752年
  - ニャウンヤン朝 1597年 - 1752年
- アラカン王国 1429年 - 1785年
- コンバウン王朝 1752年 - 1886年
- イギリス領インド帝国 1858年 - 1947年
- 日本占領時期のビルマ 1942年 - 1945年
- ビルマ国 1943年 - 1945年
- ビルマ連邦 1948年 - 1974年
- ビルマ連邦社会主義共和国 1974年 - 1988年
- ミャンマー連邦 1988年 - 2011年

### マレー半島・北ボルネオ
- シュリーヴィジャヤ王国 650年 - 1377年
- ブルネイ帝国 1368年 - 1888年
- マラッカ王国1402年頃 - 1511年
- スールー王国 1405年 - 1915年
- パタニ王国 1516年 - 1902年
- 海峡植民地 1826年 - 1946年
- サラワク王国 1841年 - 1963年
- ラブアン直轄植民地 1848年 - 1946年
- イギリス領マラヤ 1874年 - 1946年
- 日本占領時期のシンガポール 1942年 - 1945年
- 日本占領時期のイギリス領ボルネオ 1941年 - 1945年
- 北ボルネオ 1882年 - 1963年
- マラヤ連合 1946年 - 1948年
- マラヤ連邦 1948年 - 1963年

### インドネシア・東ティモール
- クタイ王国 4世紀 - 5世紀
- タルマヌガラ王国 358年 - 669年
- スンダ王国 669年 - 1579年
- カリンガ王国 (ジャワ)（英語版） 6世紀頃 - 7世紀頃
- シュリーヴィジャヤ王国 650年 - 1377年
- 古マタラム王国 717年 - 929年
- シャイレーンドラ朝 752年頃 - 832年頃
- クディリ朝 929年 - 1222年
- シンガサリ朝 1222年 - 1292年
- サムドラ・パサイ王国 1267年 - 1521年
- マジャパヒト王国 1293年 - 1527年
- ドゥマク王国 1475年 - 1554年
- アチェ王国 1496年 - 1903年
- バンテン王国 1527年 - 1813年
- マタラム王国 1587年 - 1755年
- オランダ領東インド 1609年 - 1949年
- ポルトガル領ティモール 1702年 - 1975年
- 蘭芳共和国 1777年 - 1884年
- 日本占領時期のインドネシア 1942年 - 1945年
- インドネシア連邦共和国 1949年 - 1950年
  -  大ダヤク（英語版）
  -  東インドネシア国
  -  東ジャワ国（英語版）
  -  東スマトラ国（英語版）
  -  西カリマンタン（英語版）
  -  パスンダン国
  -  マドゥラ国
  -  南スマトラ国（英語版）

### フィリピン
- マギンダナオ王国 1515年頃 - 1888年
- スールー王国 1405年 - 1915年
- スペイン領東インド 1565年 - 1898年
- フィリピン第一共和国 1899年 - 1901年
- フィリピン自治領 1935年 - 1946年
- 日本占領下 1942年 - 1944年
- フィリピン第二共和国 1943年 - 1945年
- フィリピン第三共和国 1946年 - 1965年
- マルコス政権 1965年 - 1986年

## 南アジア

### 北インド
- 十六大国 紀元前6世紀頃 - 紀元前5世紀頃
- マガダ国 ? - 紀元前23年頃
  - シシュナーガ朝 ? - 紀元前4世紀頃
  - ナンダ朝 紀元前4世紀頃 - 紀元前317年頃
  - マウリヤ朝 紀元前317年頃 - 紀元前180年頃
  - シュンガ朝 紀元前180年頃 - 紀元前68年頃
  - カーンヴァ朝 紀元前68年頃 - 紀元前23年頃
- クシャーナ朝 1世紀頃 - 3世紀頃
- グプタ朝 320年 - 550年頃
- チャーハマーナ朝 551年 - 1192年頃
- ヴァルダナ朝 606年頃 - 648年頃
- カラチュリ朝（英語版） 675年 - 1212年
- プラティーハーラ朝 750年頃 - 1018年/1036年
- パーラ朝 750年 - 1174年
- ゴール朝 786年 - 1215年
- チャンデーラ朝 831年 - 1315年
- パラマーラ朝 9世紀初頭 - 1305年
- セーナ朝 1070年 - 1230年
- ガーハダヴァーラ朝 1072年 - 1237年
- ランタンボール・チャーハマーナ朝（英語版） 1192年 - 1301年
- デリー・スルターン朝 1206年 - 1526年
  - 奴隷王朝 1206年 -1290年
  - ハルジー朝 1290年 - 1320年
  - トゥグルク朝 1320年 - 1414年
  - サイイド朝 1414年 - 1451年
  - ローディー朝 1451年 - 1526年
- ムガル帝国 1526年 - 1858年
- スール朝 1539年 - 1555年
- イギリス領インド帝国 1858年 - 1947年
- インド国内の各藩王国

### 南インド
- サータヴァーハナ朝（アーンドラ朝）紀元前3世紀頃 - 3世紀頃
- 前期チャールキヤ朝（西チャールキヤ朝）543年頃 - 753年
- ラーシュトラクータ朝 753年 - 973年
- 後期チャールキヤ朝 973年 - 1189年
- 東チャールキヤ朝 624年 - 1279年
- パッラヴァ朝 275年 - 897年
- チョーラ朝 846年頃 - 1279年
- ホイサラ朝 1022年 - 1346年
- ヤーダヴァ朝 850年頃 - 1317年
- カーカティーヤ朝 1000年 - 1323年
- パーンディヤ朝 6世紀頃 - 1345年
- バフマニー朝 1347年 - 1527年
  - デカン・スルターン朝（ムスリム5王国）1489年 - 1687年
    -  アフマドナガル王国 1490年 - 1636年
    - ベラール王国1487年/1490年 - 1574年
    - ビジャープル王国 1490年 - 1686年
    -  ゴールコンダ王国 1518年 - 1687年
    - ビーダル王国 1528年 - 1619年
- ヴィジャヤナガル王国 1336年 - 1649年
- マラーター王国（マラーター同盟）1674年 - 1849年
- マイソール王国 1339年 - 1947年
- ニザーム王国（ハイダラーバード王国）1724年 - 1948年

### ベンガル地方
- ガウダ王国（英語版）（4世紀頃 - 626年）
- ガウル王国（英語版）（600年 - 1303年）
- デーヴァ朝（英語版）（12世紀 - 15世紀）
- アーホーム王国 1226年 - 1826年
- ベンガル・スルターン朝 1342年 - 1576年
- シッキム王国 1642年 - 1975年
- パキスタン (ドミニオン) 1947年 - 1956年
- 東パキスタン 1955年 - 1971年
- バングラデシュ人民共和国臨時政府 1971年 - 1972年

### カシミール
- パトラ・シャーヒー朝（英語版）（6世紀 - 8世紀）
- マクポン王国（英語版）（1190年 - 1840年）
- ラダック王国（1460年 – 1842年）
- シク王国（1801年 - 1849年）
- カシュミール・スルターン朝（1320年 - 1589年）
- ジャンムー・カシミール藩王国（1846年 - 1952年）

### パキスタン
- ガンダーラ（紀元前700年頃 - 紀元前518年頃）
- アプラカラジャス（英語版）（紀元前52年 - 78年）
- インド・パルティア王国（19年 - 226年）
- パラタラジャス（英語版）（125年頃 - 300年頃）
- ラーイ朝（英語版）（489年 - 632年）
- バラモン王朝（英語版）（634年 - 712年）
- ハバーリ朝（英語版）（854年 - 1011年）
- ムルターン首長国（英語版）（855年 - 1010年）
- ソームラ朝（英語版）（1026年 - 1351年）
- アマルコット王国（英語版）（12世紀 - 1947年）
- サンマ朝（英語版）（1351年 - 1524年）
- ランガー・スルタン国（英語版）（1445年 - 1530年）
- アルグーン朝（英語版）（1520年 - 1554年）
- タルハーン朝（英語版）（1554年 - 1593年）
- カラート王国（英語版）（1666年 - 1955年）
- パキスタン (ドミニオン) 1947年 - 1956年

### スリランカ
- アヌラーダプラ王国 紀元前377年 - 1017年
- ジャフナ王国 1215年 - 1624年
- コーッテ王国 1415年 - 1597年
  -  シーターワカ王国 1521年 - 1592年
- キャンディ王国 1469年 - 1815年
- ポルトガル領セイロン 1505年 - 1658年
- オランダ領セイロン 1658年 - 1796年
- イギリス領セイロン 1815年 - 1948年
- セイロン (ドミニオン) 1948年 - 1972年

### モルディブ
- スバディバ連合共和国 1959年 - 1963年
- モルディブ・スルターン国 1965年 - 1968年

### ネパール
- ゴーパーラ朝（英語版）
- マヒシャパーラー朝（英語版）
- キラータ朝（英語版）
- カピラヴァストゥ
- リッチャヴィ朝 4世紀 - 9世紀
- タクリ朝（英語版） (デーヴァ朝)（6世紀 - 12世紀）
- マッラ朝 1200年 - 1769年
  - バクタプル・マッラ朝 1200年 - 1769年
  - カトマンズ・マッラ朝 1484年 - 1768年
    - パタン・マッラ朝 1619年 - 1768年
- ゴルカ朝 1559年 - 2008年
  -  ネパール王国 1768年 - 2008年
- ムスタン王国 1450年 - 2008年

### アフガニスタン
- カンボージャ
- グレコ・バクトリア王国（紀元前256年頃 - 紀元前120年）
- インド・グリーク朝（紀元前200年 - 10年）
- クシャーナ朝（30年 - 375年）
- クシャーノ・サーサーン朝（230年 - 365年）
- キダーラ朝（320年 - 467年）
- アルハン・フン（英語版）（370年 - 670年）
- ネザック・フン（英語版）（484年 - 665年）
- 吐火羅葉護国（英語版）（625年 - 758年）
- テュルク・シャーヒー朝（英語版）（665年 - 822年)
  - ヒンドゥー・シャーヒー朝（英語版）（843年 - 1026年）
- ズンビール（680年 - 870年）
- ラウィク朝（英語版）（750年頃 - 977年）
- ゴール朝（786年 - 1215年）
- バニジュール朝（英語版）（848年 - 908年）
- ファリグーン朝（英語版）（9世紀 - 1010年）
- サッファール朝（861年 - 1002年）
- ガズナ朝（977年 - 1186年）
- ナスル朝 (スィースターン)（英語版）（1029年 - 1225年）
- ミフラバン朝（英語版）（1236年 - 1527年）
- カルルグ朝（英語版）（1238年 - 1266年）
- クルト朝（1244年 - 1381年）
- ワハーン国（英語版）（？ - 1883年）
- ホータキー朝（1709年 - 1738年）
- ドゥッラーニー朝（1747年 - 1973年）
  -  ドゥッラーニー帝国（1747年 - 1823年）
  - サドーザイ朝（1747年 - 1826年）
    -  ヘラート首長国（英語版）（1793年 - 1863年）
    -  アフガニスタン首長国（1823年 - 1926年）

  -  バーラクザーイー朝（1826年 - 1973年）
    -  アフガニスタン王国（1926年 - 1973年）
- アフガニスタン共和国（1973年 - 1978年）
- アフガニスタン民主共和国（1978年 - 1987年）
- アフガニスタン共和国（1987年 - 1992年）
- アフガニスタン・イスラム国（1992年 - 2002年）
- アフガニスタン・イスラム首長国（1996年 - 2001年）
- アフガニスタン・イスラム移行国（英語版）（2002年 - 2004年）
- アフガニスタン・イスラム共和国（2004年 - 2021年）

## 中央アジア
#チベット、#モンゴル高原、#東トルキスタンはそれぞれ東アジア内の項を参照。
- スキタイ（紀元前1100年 - 301年）
- サルマタイ 紀元前5世紀 - 4世紀）
- マッサゲタイ（紀元前8世紀 - 紀元前3世紀）
- 大月氏（紀元前2世紀 - 1世紀）
- 烏孫（紀元前2世紀 - 5世紀）
- 康居（紀元前1世紀 - 5世紀）
- クシャーナ朝（30年 - 375年）
- アフリーグ朝（英語版）（305年 - 995年）
- フン（370年代 - 469年）
- チャガニヤン国（英語版）（5世紀 - 10世紀）
- 突厥（552年 - 603年）
- 西突厥（581年 - 742年）
- ウシュルサナ国（英語版）（600年頃 - 892年/893年）
- ハザール（650年頃 - 969年）
- カルルク（7世紀 - 12世紀）
- イフシード朝 (サマルカンド)（英語版）（642年 - 755年）
- カンガル連合（英語版）（659年 - 750年）
- クッタル国（英語版）（676年以降 - 750年/751年）
- ブハール・フダー（英語版）（681年以降 - 890年代）
- 突騎施（テュルギシュ）（699年 - 766年）
- フェルガナ国（英語版）（712年以降 - 819年）
- オグズ葉護国（英語版）（750年 - 1055年）
- カルルク葉護国（英語版）（756年 - 840年）
- サーマーン朝（819年 - 999年）
- カラハン朝（840年 - 1212年）
  - 東カラハン朝（11世紀半ば - 1210年）
  - 西カラハン朝（11世紀半ば - 1212年）
- キプチャク（11世紀 - 13世紀)
  - キマク・キプチャク連合（英語版）（880年 - 1035年）
  - クマン・キプチャク連合（英語版）（10世紀頃 - 1241年）
- マームーン朝（英語版）（995年 - 1017年）
- ホラズム・シャー朝（1077年 - 1231年)
- 西遼（カラ・キタイ）（1124年 - 1218年）
- チャガタイ・ハン国（1227年 - 1347年）
- モグーリスタン・ハン国（1347年 - 1462年）
- 西チャガタイ・ハン国（1347年 - 1403年）
- ティムール朝（1370年 - 1507年)
- ジョチ・ウルス（キプチャク・ハン国）（1240年代 - 1502年）
- シャイバーニー朝（1428年 - 1471年）
  -  ブハラ・ハン国（1557年 - 1920年）
    - シャイバーニー朝（1428年 - 1471年）
    - ジャーン朝（1501年 - 1785年）
    - マンギド朝（1785年 - 1920年）
- ノガイ・オルダ（1440年代 - 1634年)
- カザフ・ハン国（1465年 - 1847年）
- ヒヴァ・ハン国（1511年 - 1920年）
- ダルヴァズ・ハン国（英語版）（？ - 1878年）
- コーカンド・ハン国（1709年 - 1876年)
- ステップ総督府（1882年 - 1918年)
- トルキスタン総督府（1867年 - 1917年）
  -  ザカスピ州（1881年 - 1921年）
- トルキスタン自治国（ロシア語版、英語版）（1917年 - 1918年）
- アラシュ自治国（1917年 - 1920年）
- ザカスピ臨時政府（ロシア語版、英語版）（沿カスピ連合政府（1918年 - 1920年)
- トルキスタン軍事連合（ロシア語版）（1918年 - 1919年)
- トルキスタン自治ソビエト社会主義共和国（1918年 - 1924年）
- 臨時フェルガナ政府（ロシア語版）（1919年 - 1920年)
- ホラズム人民ソビエト共和国（1920年 - 1924年）
- ブハラ人民ソビエト共和国（1920年 - 1924年）
- カザフ自治ソビエト社会主義共和国（1920年 - 1936年)
- タジク自治ソビエト社会主義共和国（1924年 - 1929年）
- カラ＝キルギス自治州（英語版）（1924年 - 1926年）
- ウズベク・ソビエト社会主義共和国（1924年 - 1991年）
- トルクメン・ソビエト社会主義共和国（1925年 - 1991年）
- カラカルパク自治州（1925年 - 1932年）
- キルギス自治ソビエト社会主義共和国（1926年 - 1936年）
- タジク・ソビエト社会主義共和国（1929年 - 1991年）
- キルギス・ソビエト社会主義共和国（1936年 - 1991年）
- カザフ・ソビエト社会主義共和国（1936年 - 1991年 ）
- バダフシャン自治共和国（ロシア語版）（1992年 - 1993年/1997年）

## 西アジア

### イラン
- メディア王国 ? - 紀元前550年
- ペルシア帝国 紀元前550年 - 
  -  アケメネス朝 紀元前550年 - 紀元前330年
  - パルティア 紀元前247年頃? - 228年頃
  -  サーサーン朝 226年 - 651年
- セレウコス朝紀元前312年 - 紀元前63年
- ウマイヤ朝 661年 - 750年
- アッバース朝 750年 - 1517年
- ターヒル朝 821年 - 873年
- サッファール朝 861年 - 1003年
- アラヴィー朝 864年 - 928年
- サーマーン朝 873年 - 999年
- ズィヤール朝 927年 - 1043年
- ブワイフ朝 932年 - 1062年
- ガズナ朝 955年 - 1187年
- セルジューク朝 1038年 - 1308年
  - ケルマーン・セルジューク朝 1048年 - 1187年
  -  イル・ドュグュズ朝 1135年 - 1225年
- サルグル朝 1148年 - 1285年
- ゴール朝 11世紀初め頃 - 1215年
- カラキタイ朝 1124年 - 1218年
- ホラズム・シャー朝 1077年 - 1231年
- イルハン朝 1258年 - 1353年
- ムザッファル朝 1318年 - 1393年
- ジャライル朝 1335年 - 1492年
- クルト朝 1251年 - 1381年
- ティムール朝 1370年 - 1507年
- 黒羊朝（カラ・コユンル朝）1375年 - 1468年
- 白羊朝（アク・コユンル朝）1378年 - 1508年
- サファヴィー朝 1501年 - 1736年
- アフシャール朝 1736年 - 1796年
- ザンド朝 1750年 - 1794年
- カージャール朝 1796年 - 1925年
- ギーラーン共和国 1920年 - 1921年
- パフラヴィー朝 1925年 - 1979年
- アゼルバイジャン国民政府 1945年 -1946年
- マハバード共和国 1946年

### 大シリア
- シュメール
- エブラ、フェニキア
- アッカド帝国 紀元前2334年 - 紀元前2020年
- ウル第三王朝 紀元前22世紀 - 紀元前21世紀
- バビロニア 紀元前1894年 - 紀元前625年
  - バビロン第1王朝 紀元前1894年 - 紀元前1595年
  - 海の国第1王朝 紀元前1732年頃 - 紀元前1460年頃
  - カッシート王朝 紀元前1475年頃 - 紀元前1155年
  - イシン第2王朝 紀元前1157年頃 - 紀元前1025年
- ヒッタイト 紀元前1595年 - 紀元前1200年頃
- ミタンニ 紀元前16世紀頃 - 紀元前13世期頃
- アッシリア 紀元前1365年 - 紀元前625年
- イスラエル王国 紀元前1021年 - 紀元前722年
  - 北イスラエル王国 紀元前922年 - 紀元前722年
  - ユダ王国 紀元前930年頃 - 紀元前586年
- アルゲアス朝 紀元前700年 - 紀元前310年
- 新バビロニア 紀元前625年 - 紀元前539年
- アケメネス朝 紀元前550年 - 紀元前330年
- セレウコス朝 紀元前312年 - 紀元前63年
- プトレマイオス朝 紀元前305年 - 紀元前30年
- ハスモン朝 紀元前140年頃 - 紀元前37年
- シリア属州 紀元前64年 - 637年
- ヘロデ朝 紀元前37年 - 92年頃
- ユダヤ属州 6年 - 135年
- 属州シリア・パレスチナ 135年 - 390年
- パルミラ帝国 260年 - 273年
- ウマイヤ朝 661年 - 750年
- アッバース朝 750年 - 1517年
- ブワイフ朝 932年 - 1062年
- ファーティマ朝 909年 - 1171年
- シリア・セルジューク朝 1085年 - 1117年
- アンティオキア公国 1098年 - 1268年
- エデッサ伯国 1098年 - 1150年
- エルサレム王国 1099年 - 1291年
- トリポリ伯国 1102年 - 1268年
- ザンギー朝 1127年 - 1250年
- アイユーブ朝地方政権 1169年 - 1250年
- マムルーク朝 1250年 - 1517年
- イルハン朝 1258年 - 1353年
- ティムール朝 1370年 - 1507年
- サファーヴィー朝 1501年 - 1736年
- オスマン帝国 1299年 - 1922年
- シリア・アラブ王国 1919年 - 1920年
- イギリス委任統治領メソポタミア 1920年 - 1932年
- フランス委任統治領シリア 1920年 - 1946年
  -  ダマスカス国 1920年 - 1925年
  -  アレッポ国 1920年 - 1925年
  -  アラウイ自治地区 1920年 - 1936年
  -  フランス委任統治領レバノン 1920年 - 1943年
  -  ジャバル・ドゥルーズ地区 1921年 - 1936年
  - アレキサンドレッタ地区 1921年 - 1936年
- イギリス委任統治領パレスチナ 1920年 - 1948年
- イラク王国 1932年 - 1958年
- ハタイ共和国 1938年 - 1939年
- シリア第一共和国・シリア第二共和国 1946年 - 1958年
- アラブ連邦 1958年
- アラブ連合共和国 1958年 - 1961年
- イラク共和国（旧） 1958年 - 2003年
- クウェート共和国 1990年
- イスラム国 2014年- 2017年

### アラビア半島
- ナブハーニ朝 1154年 - 1560年
- ヤアーリバ朝 1624年 - 1720年
- ラスール朝 1229年 - 1454年
- サウード家
  -  第一次サウード王国 1744年 - 1818年
  -  第二次サウード王国 1824年 - 1891年
  -  ナジュド及びハッサ王国 （リヤド首長国）1902年 - 1921年
  -  ナジュド・スルタン国 1921年 - 1926年
  -  ナジュド及びヒジャーズ王国 1926年 - 1932年
- ジャバル・シャンマル王国 1836年 - 1921年
- ヒジャーズ王国 1916年 - 1926年
- 休戦オマーン 1820年 - 1971年
- イエメン王国 1918年 - 1962年
- 北イエメン 1962年 - 1990年
- 南アラブ首長国連邦 1952年 - 1962年
- 南アラビア連邦 1962年 - 1967年
- 南アラビア保護領 1963年 - 1967年
- 南イエメン 1967年 - 1990年

### アナトリア半島
- ヒッタイト 紀元前16世紀 - 紀元前1180年
- ウラルトゥ 紀元前860年 - 紀元前585年
- フリギア 紀元前8世紀 - 紀元前7世紀
- メディア王国 ? - 紀元前550年
- リディア 紀元前7世紀 - 紀元前547年
- アケメネス朝 紀元前550年 - 紀元前330年
- アルゲアス朝 紀元前700年 - 紀元前310年
- セレウコス朝 紀元前312年 - 紀元前63年
- プトレマイオス朝 紀元前305年 - 紀元前30年
- アッタロス朝ペルガモン王国 紀元前282年 - 紀元前133年
- ポントス王国 紀元前281年 - 紀元前64年
- コンマゲネ王国 紀元前162年 - 72年
- アルメニア王国 紀元前190年 - 428年
- 共和制ローマ 紀元前509年 - 紀元前27年
- ローマ帝国 紀元前27年 - 1453年
- サーサーン朝 226年 - 651年
- 東ローマ帝国 395年 - 1453年
- セルジューク朝 1038年 - 1308年
- ダニシュメンド朝 1071年 - 1178年
- ルーム・セルジューク朝 1077年 - 1308年
- キリキア・アルメニア王国 1080年 - 1375年
- ベイリク 1081年 -1423年
- エデッサ伯国 1098年 - 1150年
- キプロス王国 1192年 - 1489年
- トレビゾンド帝国 1204年 - 1461年
- ニカイア帝国 1204年 - 1261年
- ラテン帝国 1204年 - 1261年
- モンゴル帝国 1206年 - 1634年
  -  イルハン朝 1258年 - 1353年
- オスマン帝国 1299年 - 1922年
- ティムール朝 1370年 - 1507年
- 黒羊朝（カラ・コユンル朝）1375年 - 1468年
- 白羊朝（アク・コユンル朝）1378年 - 1508年

### 南コーカサス
- カフカス・アルバニア王国 紀元前2千年紀末 - 8世紀
- ウラルトゥ 紀元前860年 - 紀元前585年
- コルキス王国 紀元前6世紀 - 紀元前1世紀
- アケメネス朝 紀元前550年 - 紀元前330年
- セレウコス朝 紀元前312年 - 紀元前63年
- アトロパテネ王国 紀元前4世紀 - 紀元前3世紀
- イベリア王国 紀元前302年頃 - 580年頃
- ポントス王国 紀元前281年 - 紀元前64年
- アルメニア王国 紀元前190年 - 428年
- コンマゲネ王国 紀元前162年 - 72年
- サーサーン朝 226年 - 651年
- ウマイヤ朝 661年 - 750年
- アッバース朝 750年 - 1517年
- シルバン・シャー朝 861年 - 1538年
- バグラトゥニ朝アルメニア 885年 - 1045年
- シュニク王国 987年 - 1170年
- アルツァフ王国 1000年 - 1261年
- グルジア王国 1008年 - 1490年
- アヴァール・ハン国 12世紀 - 1864年
- モンゴル帝国 1206年 - 1634年
  -  イルハン朝 1256年 - 1353年
- ティムール朝 1370年 - 1507年
- カルトリ王国 1462年 - 1762年
- サファーヴィー朝 1501年 - 1736年
- オスマン帝国 1299年 - 1922年
- サメグレロ公国 1557年 - 1867年
- カジクムフ・ハン国 1642年 - 1860年
- アフシャール朝 1736年 - 1796年
- ザンド朝 1750年 - 1794年
- ガージャール朝 1796年 - 1925年
- ロシア帝国 1721年 - 1917年
- ロシア臨時政府 1917年
- バクー・コミューン 1918年
- ザカフカース民主連邦共和国 1918年
- アゼルバイジャン民主共和国 1918年 - 1920年
- アルメニア第一共和国  1918年 - 1920年
- グルジア民主共和国  1918年 - 1921年
- アラス共和国 1918年 - 1919年
- カスピ海艦隊中央委員会独裁政権 1918年
- バトゥミ共和国 1919年
- アゼルバイジャン・ソビエト社会主義共和国 1920年 - 1991年
- アルメニア・ソビエト社会主義共和国 1920年 - 1991年
- グルジア・ソビエト社会主義共和国 1921年 - 1991年
- 山岳アルメニア共和国 1921年
- アブハジア社会主義ソビエト共和国	1921年 - 1931年
- アジャリア自治ソビエト社会主義共和国	1921年 - 1991年
- ザカフカース社会主義連邦ソビエト共和国 1922年 - 1936年
- ナヒチェヴァン自治ソビエト社会主義共和国 1924年 - 1990年
- アルツァフ共和国 1991年 - 2023年

## アジアロシア
- シビル・ハン国 1490年代 - 1598年
- 日本統治時代の南樺太 1905年 - 1945年
  - 樺太庁 1907年 - 1949年
- ブリヤート＝モンゴル国 1917年 - 1921年
- シベリア・ソビエト共和国（ロシア語版） 1918年
- シベリア共和国 1918年
  -  シベリア暫定自治政府（ロシア語版） 1918年
  -  シベリア暫定政府（ロシア語版） 1918年
- ザバイカル共和国 1918年 - 1920年
- 沿海州共和国 1918年 - 1920年
- ロシア東方辺境 1920年
- 極東共和国 1920年 - 1922年
- 極東ウクライナ共和国 1920年 - 1922年
- 暫定ツングース中央政府 1924年 - 1925年

## ヨーロッパ

### 北欧
- ノルウェー王国（872年 - 1397年）
- アイスランド共和国（930年頃 - 1262年）
- 北海帝国（1013年 - 1042年）
- シュレースヴィヒ公国（1058年 - 1864年）
- カルマル同盟（1397年 - 1523年）
- デンマーク＝ノルウェー（1524年 - 1814年）
- スウェーデン帝国（1611年 - 1721年）
- スウェーデン王国（1718年 - 1772年）
- フィンランド王国（1742年 - 1743年）
- グスタフ朝スウェーデン王国（1772年 - 1809年）
- フィンランド大公国（1809年 - 1917年）
- ノルウェー王国（1814年）
- スウェーデン＝ノルウェー（1814年 - 1905年）
- フィンランド社会主義労働者共和国（1918年）
- フィンランド王国（1918年 - 1919年）
- アイスランド王国（1918年 - 1944年）
- 北カレリア国（1919年 - 1920年）
- 北イングリア共和国（1919年 - 1920年）
- カレリア労働コミューン（1920年 - 1923年）
- フィンランド民主共和国（1939年 - 1940年）
- クヴィスリング政権（1940年 - 1945年）

### フランス
- ガリア帝国（260年 - 274年）
- ブルグント王国（411年 - 1378年）
- フランク王国（481年 - 843年）
- 西フランク王国（843年 - 987年）
- アキテーヌ公国（507年 - 1453年）
- アウストラシア王国（511年 - 751年）
- ネウストリア王国（584年 - 987年）
- ガスコーニュ公国（602年 - 1453年）
- トゥールーズ伯国（778年 - 1271年）
- ポワティエ伯国（778年 - 1416年）
- プロヴァンス王国（855年 - 933年）
- アンジュー伯国（861年 - 1360年）
- ヴェルマンドワ伯国（876年 - 1215年）
- ブローニュ伯国（896年 - 1477年）
- ブルゴーニュ公国（898年 - 1482年）
- ノルマンディー公国（911年 - 1204年）
- ブルターニュ公国（939年 - 1532年）
- ロレーヌ公国（959年 - 1766年）
- フランス王国（987年 - 1792年、1814年 - 1848年）
  -  フランス立憲王国（1791年 - 1792年）
  -  フランス復古王政（1814年 - 1830年）
  -  7月王政（1830年 - 1848年）
- ギネ伯国（988年 - 1180年）
- シャンパーニュ伯国（12世紀 - 14世紀）
- コルシカ王国（1736年）
- コルシカ共和国（1755年 - 1769年）
- フランス共和国（1792年 - 1804年、1848年 - 1852年、1870年 - 1940年、1944年- ）
  -  フランス第一共和政（1792年 - 1804年）
  -  フランス第二共和政（1848年 - 1852年）
  -  フランス第三共和政（1870年 - 1940年）
  -  フランス共和国臨時政府（1944年 - 1946年）
  -  フランス第四共和政（1946年 - 1958年）
- アングロ＝コルシカ王国（1794年 - 1796年）
- フランス帝国（1804年 - 1814年、1852年 - 1870年） 
  -  フランス第一帝政（1804年 - 1814年）
  -  フランス第二帝政（1852年 - 1870年）
- パリ・コミューン（1871年）
- アルザス＝ロレーヌ共和国（1918年）
- ヴィシー政権（1940年 - 1944年）
- 自由フランス（1940年 - 1944年）

### ドイツ
- フランク王国（481年 - 843年）
- 東フランク王国（843年 - 962年）
- 神聖ローマ帝国（962年 - 1806年）
  -  ブランデンブルク選帝侯領（1157年 - 1806年）
- ポメラニア公国（1121年 - 1637年）
- ヴァルデック侯国（1180年 - 1918年）
- ザクセン＝ラウエンブルク公国（1296年 - 1876年）
- ホルシュタイン公国（1474年 - 1864年）
- プロイセン（1525年 - 1918年）
  -  プロイセン公国（1525年 - 1618年）
  - ブランデンブルク＝プロイセン（1618年 - 1701年）
  -  プロイセン王国（1701年 - 1918年）
- ホーエンツォレルン＝ヘヒンゲン侯国（1576年 - 1850年）
- ホーエンツォレルン＝ジグマリンゲン侯国（1576年 - 1850年）
- シュヴァルツブルク＝ルードルシュタット侯国（1599年 - 1918年）
- シュヴァルツブルク＝ゾンダースハウゼン侯国（1599年 - 1918年）
- ザクセン＝ゴータ公国（1640年 - 1680年）
- シャウムブルク＝リッペ侯国（1647年 - 1918年）
- ザクセン＝ヒルトブルクハウゼン公国（1680年 - 1826年）
- ザクセン＝マイニンゲン公国（1680年 - 1918年）
- ザクセン＝コーブルク＝ザールフェルト公国（1735年 - 1826年）
- リッペ侯国（1789年 - 1918年）
- ライン同盟（1806年 - 1813年）
  -  フランクフルト大公国（1810年 - 1813年）
- ナッサウ公国（1806年 - 1866年）
- アンハルト公国（1806年 - 1918年）
- ロイス＝ゲーラ侯国（1806年 - 1918年）
- バイエルン王国（1806年 - 1918年）
- ザクセン王国（1806年 - 1918年）
- ヴュルテンベルク王国（1806年 - 1918年）
- バーデン大公国（1806年 - 1918年）
- ヘッセン大公国（1806年 - 1918年）
- ハノーファー王国（1814年 - 1866年）
- ドイツ連邦（1815年 - 1866年）
  -  ヘッセン選帝侯領（1813年 - 1866年）
  -  ヘッセン＝ホンブルク方伯領（1815年 - 1866年）
- メクレンブルク＝シュヴェリーン大公国（1815年 - 1918年）
- メクレンブルク＝シュトレーリッツ大公国（1815年 - 1918年）
- オルデンブルク大公国（1815年 - 1918年）
- ザクセン＝ヴァイマル＝アイゼナハ大公国（1815年 - 1918年）
- ブラウンシュヴァイク公国（1815年 - 1918年）
- ザクセン＝アルテンブルク公国（1826年 - 1918年）
- ザクセン＝コーブルク＝ゴータ公国（1826年 - 1918年）
- ドイツ帝国（1848年 - 1849年）
- 北ドイツ連邦（1867年 - 1871年）
- ドイツ国（1871年 - 1945年）
  -  ドイツ帝国（1871年 - 1918年）
  -  ヴァイマル共和国（1918年 - 1933年）
  -  ナチス・ドイツ（1933年 - 1945年）
  -  フレンスブルク政府（1945年）
- バイエルン・レーテ共和国（1919年）
- ブレーメン・レーテ共和国（1919年）
- ボトルネック自由国（1919年 - 1923年）
- ザール (国際連盟管理地域)（1920年 - 1935年）
- 連合軍軍政期（1945年 - 1949年）
- ザール (フランス保護領)（1947年 - 1957年）
- 東ドイツ（1949年 - 1990年）
- 西ドイツ（1949年 - 1990年）

### オーストリア
- ノリクム王国（紀元前200年 - 50年）
- カランタニア（658年 - 828年）
- 神聖ローマ帝国（962年 - 1806年）
  - オーストリア辺境伯領（970年 - 1156年）

- ケルンテン公国（976年 - 1919年）
- チロル伯領（1140年 - 1919年）
- オーストリア公国（1156年 - 1453年）
- シュタイアーマルク公国（1180年 - 1918年）
- オーストリア大公国（1453年 - 1804年、1867年 - 1918年）
- オーストリア帝国（1804年 - 1867年）
- ザルツブルク公国（1805年 - 1918年）
- オーストリア＝ハンガリー帝国（1867年 - 1918年）
- ドイツ＝オーストリア共和国（1918年 - 1919年）
- オーストリア共和国（1919年 - 1934年）
- オーストリア連邦国（1934年 - 1938年）
- 連合軍軍政期（1945年 - 1955年）

### スイス
- 原初同盟（1291年 - 1798年）
- ヘルヴェティア共和国（1798年 - 1803年）
- ロダン共和国（1802年 - 1810年）

### イタリア
- エトルリア（紀元前8世紀 - 紀元前1世紀頃）
- ローマ王国（紀元前753年 - 紀元前509年）
- ローマ共和国（紀元前509年 - 紀元前27年）
- ローマ帝国（紀元前27年 - 1453年）
  - 西ローマ帝国（395年 - 480年）
  -  東ローマ帝国（395年 - 1453年）
    - ラヴェンナ総督府（584年 - 751年）
    - シチリア・テマ（687年 - 902年）
    - ローマ公国（7世紀後半 - 756年）
    - イタリア総督領（965年 - 1071年）
- オドアケル王国（480年 - 497年）
- 東ゴート王国（497年 - 553年）
- ランゴバルド王国（568年 - 774年）
- ベネヴェント公国（577年 - 1077年）
- スポレート公国（570年 - 1201年）
- ナポリ公国（661年 - 1137年）
- ヴェネツィア共和国（697年 - 1797年）
- 教皇領（756年 - 1870年）
- シチリア首長国（831年 - 1091年）
- ガエータ公国（839年 - 1140年）
- ソレント公国（840年 - 1137年）
- 中部フランク王国（843年 - 855年）
- トスカーナ侯国（846年 - 1197年）
- サレルノ公国（851年 - 1077年）
- イタリア王国（855年 - 1801年）
- カプア公国（861年 - 1139年）
- ヴェローナ侯国（952年 - 1167年）
- アマルフィ公国（958年 - 1137年）
- モンフェッラート侯国（967年 - 1708年）
- フィナーレ侯国（967年 - 1797年）
- ピサ共和国（1000年頃 - 1406年）
- サヴォイア伯国（1003年 - 1416年）
- ジェノヴァ共和国（1005年 - 1797年）
- カリャリ裁判区（1020年 - 1258年）
- ログドーロ裁判区（11世紀 - 1259年）
- ガッルーラ裁判区（11世紀 - 1296年）
- アルボレア裁判区（11世紀 - 1420年）
- トレント司教領（1027年 - 1803年）
- ブリクセン司教領（1027年 - 1803年）
- アプリア伯領（1043年 - 1130年）
- シチリア伯領（1071年 - 1130年）
- アクイレイア総主教領（1077年 - 1433年）
- フィレンツェ共和国（1115年 - 1569年）
- ゴリツィア伯領（1117年頃 - 1500年）
- チェーヴァ侯国（1125年 - 1427年）
- シエーナ共和国（1125年 - 1555年）
- シチリア王国（1130年 - 1816年）
- サルッツォ侯国（1142年 - 1548年）
- ルッカ共和国（1160年 - 1805年）
- インチーザ侯国（1161年 - 1548年）
- ノーリ共和国（1192年 - 1797年）
- アンコーナ共和国（1198年 - 1532年）
- ミラノ卿領（1259年 - 1395年）
- サンタ・フィオーラ伯領（1274年 - 1806年）
- ナポリ王国（1282年 - 1806年）
- サルデーニャ王国（1297年 - 1861年）
- ミランドラ公国（1310年 - 1711年）
- フォズディノーヴォ侯国（1355年 - 1797年）
- ミラノ公国（1395年 - 1796年）
- ピオンビーノ公国（1398年 - 1805年）
- グアスタッラ伯国（1406年 - 1621年）
- サヴォイア公国（1416年 - 1792年、1814年 - 1847年）
- マントヴァ公国（1433年 - 1797年）
- コスパイア共和国（1440年 - 1826年）
- ウルビーノ公国（1443年 - 1631年）
- アンブロジアーナ黄金共和国（1447年 - 1450年）
- モデナ＝レッジョ公国（1452年 - 1796年、1814年 - 1859年）
- モンテキアルーゴロ伯領（1456年 - 1612年）
- フェラーラ公国（1471年 - 1597年）
- ノヴェッラーラおよびバニョーロ伯領（1501年 - 1728年）
- フィレンツェ公国（1532年 - 1569年）
- パルマ・エ・ピアチェンツァ公国（1545年 - 1802年、1814年 - 1859年）
  - カストロ公国（1537年 - 1649年）
- トスカーナ大公国（1569年 - 1801年、1814年 - 1860年）
- グアスタッラ公国（1621年 - 1748年）
- マッサ＝カッラーラ公国（1664年 - 1796年、1814年 - 1836年）
- コルプス・セパラトゥム（1779年 - 1918年）
- アルバ共和国（1796年）
- ボロニェーゼ共和国（1796年）
- トランスパダーナ共和国（1796年 - 1797年）
- チスパダーナ共和国（1796年 - 1797年）
- クレーマ共和国（1797年）
- ブレシア共和国（1797年）
- アンコーナ共和国（1797年 - 1798年）
- チザルピーナ共和国（1797年 - 1802年）
- リーグレ共和国（1797年 - 1805年）
- ティベリーナ共和国（1798年）
- ピエモンテ共和国（1798年 - 1799年）
- ローマ共和国（1798年 - 1799年）
- パルテノペア共和国（1799年）
- スバルピーナ共和国（1800年 - 1802年）
- エトルリア王国（1801年 - 1807年）
- イタリア共和国（1802年 - 1805年）
- イタリア王国（1805年 - 1814年）
- ルッカ・エ・ピオンビーノ公国（1805年 - 1814年）
- ベネヴェント公国（1806年 - 1815年）
- ボナパルト朝ナポリ王国（1806年 - 1815年）
- ポンテコルヴォ公国（1806年 - 1815年）
- エルバ公国（1814年 - 1815年）
- ルッカ公国（1815年 - 1847年）
- ジェノヴァ共和国 1814年 - 1815年
- ロンバルド＝ヴェネト王国（1815年 - 1866年）
- 両シチリア王国（1816年 - 1861年）
- シチリア王国（1848年）
- ミラノ暫定政府（1848年）
- サン・マルコ共和国（1848年 - 1849年）
- ローマ共和国（1849年 - 1850年）
- 中央イタリア統合諸州（1859年 - 1860年）
- イタリア王国（1861年 - 1946年）
- カルナーロ＝イタリア執政府（1919年 - 1920年）
- フィウーメ自由国（1920年 - 1924年）
- 南の王国（1943年 - 1944年）
- イタリア社会共和国（1943年 - 1945年）
- トリエステ自由地域（1947年 - 1954年）
- ローズ島共和国（1968年 - 1969年）

### グレートブリテン島
- ブリタンニア（43年 - 410年）
- アングロ・サクソン七王国
  - ケント王国（455年 - 871年）
  - サセックス王国（477年 - 825年）
  - ウェセックス王国（519年頃 - 886年）
  - エセックス王国（527年 - 825年）
  - イースト・アングリア王国（6世紀 - 918年）
  -  マーシア王国（527年 - 918年）
  -  ノーサンブリア王国（653年 - 954年）
- ポーイス王国（5世紀 - 1160年）
- グウィネズ王国（450年 - 1216年）
- ダルリアダ王国（498年 - 850年）
- アルバ王国（6世紀頃 - 1005年）
- スコットランド王国（843年 - 1707年）
- イングランド王国（927年 - 1707年）
  - ノルマン朝（1066年 - 1154年）
  - プランタジネット朝（1154年 - 1399年）
  - ランカスター朝（1399年 - 1461年）
  - ヨーク朝（1461年 - 1485年）
  - テューダー朝（1485年 - 1603年）
  - ステュアート朝（1603年 - 1707年）
- アンジュー帝国（1154年 - 1214年）
- ウェールズ公国（1216年 - 1536年）
- イングランド共和国（1649年 - 1653年、1659年 - 1660年）
- 護国卿時代（1653年 - 1659年）
- グレートブリテン王国（1707年 - 1801年）
- グレートブリテンおよびアイルランド連合王国（1801年 - 1927年）

### アイルランド島
- レンスター王国（紀元前7世紀 - 1603年）
- オソリ族（150年 - 1541年）
- アルギアラ（331年 - 1585年）
- イー・マニー（357年頃 - 1611年）
- ティルコンネル（5世紀 - 1607年）
- ティル・エオガン（5世紀 - 1607年）
- 北イー・ネール（450年 - 1617年）
- ファーマナ（10世紀 - 1607年）
- リムリック王国（1118年 - 1543年）
- デズモンド王国（1118年 - 1596年）
- アイルランド卿領（1171年 - 1542年）
- クランボイ（1295年 - 1605年）
- アイルランド王国（1541年 - 1801年）
- アイルランド・カトリック同盟（1642年 - 1652年）
- コノート共和国（1798年）
- アイルランド共和国（1919年 - 1922年）
- アイルランド・ソビエト（1919年 - 1922年）
  - リムリック・ソビエト（1919年）
- アイルランド自由国（1922年 - 1937年）

### ネーデルラント
- フリースラント王国（650年 - 734年）
- 神聖ローマ帝国（962年 - 1804年）
  -  リエージュ司教領（980年 - 1789年、1791年 - 1795年）
  -  ブラバント公国（1183年 - 1794年）
  -  ブイヨン公国（1456年頃 - 1794年）
  -  ネーデルラント17州（1549年 - 1581年）
- ネーデルラント連邦共和国（1581年 - 1795年）
- ベルギー合衆国（1789年 - 1790年）
- バタヴィア共和国（1795年 - 1806年）
- ホラント王国（1806年 - 1810年）
- ネーデルラント連合公国（1813年 - 1815年）
- ネーデルラント連合王国（1815年 - 1839年）
- 中立モレネ（1816年 - 1920年）

### ポーランド
- ポーランド公国（966年 - 1025年）
- ポーランド王国（1025年 - 1385年）
- ポメラニア公国（1121年 - 1637年）
- シロンスク公国（1138年 - 1335年）
- マゾフシェ公国（1138年 - 1526年）
- オポーレ公国（1172年 - 1202年、1281年 - 1532年）
- ラチブシュ公国（1172年 - 1532年）
- オポーレ＝ラチブシュ公国（1202年 - 1742年）
- ドイツ騎士団国（1226年 - 1525年）
- クラクフ公国（1227年 - 1320年）
- イノヴロツワフ公国（1267年 - 1364年）
- ビトム公国（1281年 - 1498年）
- チェシン公国（1281年 - 1918年）
- ポメラニア＝ヴォルガスト公国（1295年 - 1478年）
- ポメラニア＝ストルプ公国（1368年 - 1478年）
- ポメラニア＝ノイシュテッテン公国（1368年 - 1390年）
- ポーランド・リトアニア共和国（1569年 - 1795年）
  -  ポーランド王冠領（1385年 - 1795年）
  -  王領プロイセン（1466年 - 1569年）
  -  プロイセン公国（1525年 - 1657年）
- ガリツィア・ロドメリア王国（1772年 - 1918年）
- ワルシャワ公国（1807年 - 1815年）
- クラクフ共和国（1815年 - 1846年）
- ポズナン大公国（1815年 - 1848年）
- ポーランド立憲王国（1815年 - 1867年）
- ポーランド国民政府（1830年 - 1831年）
- ポーランド国民政府（1846年）
- クラクフ大公国（1846年 - 1918年）
- ポーランド国民政府（1863年 - 1864年）
- ヴィスワランド（1867年 - 1915年）
- ポーランド王国（1916年 - 1918年）
- ザコパネ共和国（1918年）
- タルノブジェク共和国（1918年 - 1919年）
- コマンチャ共和国（1918年 - 1919年）
- レムコ＝ルシン人民共和国（1918年 - 1920年）
- ポーランド第二共和国（1918年 - 1939年）
  -  自由都市ダンツィヒ（1920年 - 1939年）
- ポーランド臨時革命委員会（1920年）
- ポーランド軍政地域（1939年）
- ポーランド総督府（1939年 - 1945年）
- ポーランド地下国家（1939年 - 1945年）
- ポーランド国民解放委員会（1944年）
- ポーランド共和国臨時政府（1944年 - 1945年）
- 挙国一致臨時政府（1945年 - 1947年）
- ポーランド人民共和国（1947年–1989年）

### ウクライナ
- 大ブルガリア（632年 - 668年）
- キエフ・ルーシ（882年 - 1240年）
- ルーシの諸公国（882年 - 1559年）
  - ヴォルィーニ公国（987年 - 1199年）
  - ペレヤースラウ公国（988年 - 1323年）
  - チェルニーヒウ公国（1024年 - 1402年）
  - シヴェーリア公国（1097年 - 1503年）
  -  ハールィチ公国（1124年 - 1199年）
  - キエフ公国（1132年 - 1471年）
  -  ハールィチ・ヴォルィーニ大公国（1199年 - 1349年）
- ペチェネグ（889年 - 1091年）
- クリミア・ハン国（1441年 - 1783年）
- ザポリージャ・シ―チ（1552年 - 1775年）
- ヘーチマン国家（1649年 - 1764年）
- ウクライナ人民共和国（1917年 - 1920年）
- ソビエト派ウクライナ人民共和国（1917年 - 1918年）
- ウクライナ国（1918年）
- ドネツク＝クリヴォーイ・ローク・ソビエト共和国（1918年）
- オデッサ・ソビエト共和国（1918年）
- 西ウクライナ人民共和国（1918年 - 1919年）
- マフノフシチナ（1918年 - 1921年）
- フツル共和国（1919年）
- ホロドノヤルスク共和国（1919年 - 1922年）
- ウクライナ・ソビエト社会主義共和国（1919年 - 1991年）
- ガリツィア社会主義ソビエト共和国（1920年）
- カルパト・ウクライナ（1939年）
- ウクライナ国民政府（1941年）
- ウクライーネ国家弁務官区 （1941年 - 1944年）
- ウクライナ共和国（1991年 - 1996年）
- ハリコフ人民共和国（2014年）
- ドネツク人民共和国（2014年 - 2022年）
- ルガンスク人民共和国（2014年 - 2022年）

### クリミア半島
- ボスポロス王国（紀元前438年 - 376年）
- テオドロ公国（14世紀前半 - 1475年）
- クリミア・ハン国（1441年 - 1783年）
- クリミア人民共和国（1917年 - 1918年）
- タヴリダ・ソビエト社会主義共和国（1918年）
- クリミア地方政府（1918年 - 1919年）
- クリミア・ソビエト社会主義共和国（1919年）
- クリミア自治ソビエト社会主義共和国（1921年 - 1945年、1991年 - 1992年）
- クリミア州（1945年 - 1991年）
- クリミア共和国（2014年）

### バルト三国
- テッラ・マリアナ（1207年 - 1561年）
- ドイツ騎士団国（1226年 - 1525年）
- ハンザ同盟（1358年 - 1775年）
- リトアニア公国（13世紀 - 1413年）
- リトアニア王国（1251年 - 1263年）
- エストニア公国（1561年 - 1721年）
- クールラント・ゼムガレン公国（1562年 - 1795年）
- ポーランド・リトアニア共和国（1569年 - 1795年）
  -  リトアニア大公国（1236年 - 1795年）
- リヴォニア王国（1570年 - 1578年）
- エストニア自治政府（1917年 - 1918年）
- 水兵・建設労働者ソビエト共和国（1917年 - 1918年）
- イスコラト（1917年 - 1918年）
- リトアニア王国（1918年）
- クールラント・ゼムガレン公国（1918年）
- バルト連合公国（1918年）
- エストニア労働コムーナ（1918年 - 1919年）
- リトアニア共和国（1918年 - 1940年）
- エストニア共和国（1918年 - 1940年）
- ラトビア共和国（1918年 - 1940年）
- リトアニア・ソビエト社会主義共和国（1918年 - 1919年）
- ラトビア社会主義ソビエト共和国（1918年 - 1919年）
- リトアニア＝白ロシア・ソビエト社会主義共和国（1919年）
- 中部リトアニア共和国（1920年 - 1922年）
- リトアニア・ソビエト社会主義共和国（1940年 - 1990年）
- エストニア・ソビエト社会主義共和国（1940年 - 1991年）
- ラトビア・ソビエト社会主義共和国（1940年 - 1991年）
- オストラント国家弁務官区（1941年 - 1944年）
- エストニア共和国（1944年）

### ベラルーシ
- ルーシの諸公国（882年 - 1559年）
  - トゥーロフ公国（10世紀 - 14世紀）
  - ポロツク公国（987年 - 1504年）
  - グロドノ公国（1084年 - 1239年）
- ベラルーシ人民共和国（1918年 - 1919年）
- 白ロシア社会主義ソビエト共和国（1919年）
- リトアニア＝白ロシア・ソビエト社会主義共和国（1919年）
- 白ロシア・ソビエト社会主義共和国（1920年 - 1991年）

### ルーマニア
- ダキア王国（紀元前168年 - 106年）
- ツァラ・リトゥア（1247年 - 1330年）
- ワラキア公国（1330年 - 1859年）
- トランシルヴァニア公国（1570年 - 1711年）
- トランシルヴァニア大公国（1711年 - 1867年）
- ブコヴィナ公国（1849年 - 1918年）
- ルーマニア公国（1859年 - 1881年）
- ルーマニア王国（1881年 - 1947年）
- バナト共和国（1918年 - 1919年）
- ルーマニア社会主義共和国（1947年 - 1989年）

### モルドバ
- モルダヴィア公国（1346年 - 1859年）
- コムラト共和国（ルーマニア語版、ガガウズ語版、英語版）（1906年）
- モルダヴィア民主共和国（1917年 - 1918年）
- モルダヴィア自治ソビエト社会主義共和国（1924年 - 1940年）
- モルダヴィア・ソビエト社会主義共和国（1940年 - 1991年）
- ガガウズ共和国（1989年 - 1995年）

### ヨーロッパロシア
- ヴォルガ・ブルガール（9世紀 - 1240年代）
- ハザール（650年頃 - 969年）
- キエフ大公国（882年 - 1240年）
- ルーシの諸公国（882年 - 1559年）
  - トムタラカニ公国（988年 - 1094年）
  -  スモレンスク公国（1054年 - 1508年）
  -  ウラジーミル・スーズダリ大公国（1125年 - 1389年）
  - ムーロム公国（1127年 - 1392年）
  - リャザン公国（1129年 - 1521年）
  -  ノヴゴロド公国（1136年 - 1478年）
  - ペレヤスラヴリ・ザレスキー公国（1175年 - 1302年）
  - ヤロスラヴリ公国（1218年 - 1463年）
  - ベロオーゼロ公国（1238年 - 1486年）
  - トヴェリ大公国（1246年 - 1485年）
  -  モスクワ大公国（1263年 - 1547年）
  - プスコフ公国（1348年 - 1510年）
- ジョチ・ウルス（1225年 - 1502年）
- 大ペルミ（1324年 - 1708年）
- カザン・ハン国（1438年 - 1552年）
- ノガイ・オルダ（1440年代 - 1634年）
- カシモフ・ハン国（1452年 - 1681年）
- アストラハン・ハン国（1466年 - 1556年）
- シビル・ハン国（1468年 - 1598年）
- ロシア・ツァーリ国（1547年 - 1721年）
- カルムイク・ハン国（1630年 - 1771年）
- ロシア帝国（1721年 - 1917年）
- ロシア共和国（1917年 - 1918年）
- ソビエト社会主義ロシア共和国（1917年 - 1922年）
- ペトログラード労兵ソビエト（1917年 - 1924年）
- イデル＝ウラル国（1918年）
- 北方地域最高行政府（1918年）
- ロシア国（1918年 - 1920年）
- クバーニ人民共和国（1918年 - 1920年）
- ドン共和国（1918年 - 1920年）
- 北方地域臨時政府（1918年 - 1920年）
- 北カレリア国（1919年 - 1920年）
- 北イングリア共和国（1919年 - 1920年）
- 南ロシア軍（1919年 - 1920年）
- ソビエト社会主義共和国連邦（1922年 - 1991年）
  -  アルメニア・ソビエト社会主義共和国（1922年 - 1991年）
  -  アゼルバイジャン・ソビエト社会主義共和国（1922年 - 1991年）
  -  白ロシア・ソビエト社会主義共和国（1922年 - 1991年）
  -  エストニア・ソビエト社会主義共和国（1940年 - 1991年）
  -  グルジア・ソビエト社会主義共和国（1922年 - 1991年）
  -  カレロ＝フィン・ソビエト社会主義共和国（1940年 - 1956年）
  -  カザフ・ソビエト社会主義共和国（1936年 - 1991年）
  -  キルギス・ソビエト社会主義共和国（1936年 - 1991年）
  -  ラトビア・ソビエト社会主義共和国（1940年 - 1990年）
  -  リトアニア・ソビエト社会主義共和国（1940年 - 1990年）
  -  モルダヴィア・ソビエト社会主義共和国（1940年 - 1991年）
  -  ロシア・ソビエト連邦社会主義共和国（1922年 - 1991年）
    -  トルキスタン自治ソビエト社会主義共和国 1918年 - 1924年
    -  ヴォルガ・ドイツ人自治ソヴィエト社会主義共和国 1918年 - 1941年
    -  バシキール自治ソビエト社会主義共和国 1919年 - 1992年
    -  タタール自治ソビエト社会主義共和国 1920年 - 1990年
    -  カザフ自治ソビエト社会主義共和国 1920年 - 1936年
    -  山岳自治ソビエト社会主義共和国 1921年 - 1924年
    -  ダゲスタン自治ソビエト社会主義共和国 1921年 - 1991年
    -  クリミア自治ソビエト社会主義共和国 1921年 - 1945年
    -  ヤクート自治ソビエト社会主義共和国 1922年 - 1990年
    -  ブリヤート自治ソビエト社会主義共和国 1923年 - 1990年
    -  カレリア自治ソビエト社会主義共和国 1923年 - 1940年、1956年 - 1991年
    -  キルギス自治ソビエト社会主義共和国 1926年 - 1936年
    -  モルドヴィア自治ソビエト社会主義共和国 1934年 - 1990年
    -  ウドムルト自治ソビエト社会主義共和国 1934年 - 1990年
    -  カルムイク自治ソビエト社会主義共和国 1935年 - 1943年、1957年 - 1991年
    -  チェチェン・イングーシ自治ソビエト社会主義共和国 1936年 - 1944年、1957年 - 1991年
    -  カバルダ・バルカル自治ソビエト社会主義共和国 1936年 - 1944年、1957年 - 1991年
    -  コミ自治ソビエト社会主義共和国 1936年 - 1991年
    -  マリ自治ソビエト社会主義共和国 1936年 - 1991年
    -  北オセチア自治ソビエト社会主義共和国 1936年 - 1992年
    -  カバルダ自治ソビエト社会主義共和国 1944年 - 1957年
    -  トゥヴァ自治ソビエト社会主義共和国 1961年 - 1992年
    -  ゴルノ・アルタイ自治ソビエト社会主義共和国 1990年 - 1991年

  -  タジク・ソビエト社会主義共和国（1929年 - 1991年）
  -  トルクメン・ソビエト社会主義共和国（1924年 - 1991年）
  -  ウクライナ・ソビエト社会主義共和国（1922年 - 1991年）
  -  ウズベク・ソビエト社会主義共和国（1924年 - 1991年）

### ハンガリー
- ゲピド王国（454年 - 567年）
- アヴァール（567年 - 822年）
- 下パンノニア公国（8世紀後半/9世紀前半 - 895年）
- ハンガリー公国（895年 - 1000年）
- ハンガリー王国（1000年 - 1918年）
  -  アールパード朝ハンガリー王国（1000年 - 1301年）
  -  ハンガリー王国（1301年 - 1526年）
  -  東ハンガリー王国（1526年 - 1551年、1556年 - 1570年）
  -  王領ハンガリー（1526年 - 1867年）
  -  上ハンガリー公国（1682年 - 1685年）
  -  ハンガリー王冠領（1867年 - 1918年）
- ハンガリー国（1849年）
- ハンガリー民主共和国（1918年 - 1919年）
- ハンガリー評議会共和国（1919年）
- ハンガリー王国（1920年 - 1946年）
- 国民統一政府（1944年 - 1945年）
- ハンガリー第二共和国（1946年 - 1949年）
- ハンガリー人民共和国（1949年 - 1989年）

### チェコ及びスロバキア
- サモ王国（631年 - 658年）
- モラヴィア王国（833年 - 907年頃）
- ボヘミア公国（870年頃 - 1198年）
- ボヘミア王国（1198年 - 1918年）
- モラヴィア辺境伯領（1182年 - 1918年）
- チェコスロバキア共和国（1918年 - 1938年）
- スロバキア・ソビエト共和国（1919年）
- チェコ＝スロバキア共和国（1918年 - 1938年）
- ベーメン・メーレン保護領（1939年 - 1945年）
- スロバキア共和国（1939年 - 1945年）
- チェコスロバキア共和国（1945年 - 1948年）
- チェコスロバキア社会主義共和国（1948年 - 1989年）
  -  チェコ社会主義共和国（1969年 - 1990年）
  -  スロバキア社会主義共和国（1969年 - 1990年）
- チェコおよびスロバキア連邦共和国（1990年 - 1992年）
  -  チェコ共和国（1990年 - 1992年）
  -  スロバキア共和国（1990年 - 1992年）

### アルバニア
- アルバノン公国（1190年 - 1216年）
- アルバニア王国（1271年 - 1368年、1376年 - 1383年）
- ムザカ公国（1279年 - 1343年、1355年 - 1417年、1444年 - 1450年）
- アルバニア公国（1328年 - 1415年）
- ヴァローナ公国（1346年 - 1417年）
- ドゥカジニト公国（1387年 - 1444年）
- カストリオティ公国（1389年 - 1444年）
- レチャ連盟（1444年 - 1479年）
- プリズレン連盟（1878年 - 1881年）
- アルバニア臨時政府（1912年 - 1914年）
- 中部アルバニア共和国（英語版）（1913年 - 1914年）
- 北イピロス自治共和国（英語版）（1914年）
- アルバニア公国（1914年 - 1925年）
- イタリア保護領アルバニア（1917年 - 1920年）
- ミルディタ共和国（1921年）
- アルバニア共和国（1925年 - 1928年）
- アルバニア王国（1928年 - 1946年）
- イタリア保護領アルバニア（1939年 - 1943年）
- アルバニア王国（1943年 - 1944年）
- アルバニア民主政府（1944年 - 1946年）
- アルバニア社会主義人民共和国（1946年 - 1992年）

### ボスニア
- ボスニア（8世紀 - 1154年）
- トラヴニア（9世紀 - 11世紀）
- ザクルミア（9世紀 - 1054年）
- ボスニア首長国（1154年 - 1377年）
- ボスニア王国（1377年 - 1463年）
- 共同統治国ボスニア・ヘルツェゴビナ（1878年 - 1918年）
- ヘルツェグ＝ボスナ・クロアチア人共和国（1991年 - 1996年）
- ボスニア・ヘルツェゴビナ共和国（1992年 - 1995年）
- スルプスカ共和国（1992年 - 1995年）
- 西ボスニア自治州（1993年 - 1995年）

### ブルガリア
- オドリュサイ王国（紀元前480年頃 - 紀元前30年頃）
- トラキア王国（紀元前1世紀頃 - 46年）
- 第一次ブルガリア帝国（681年 - 1018年）
- 西ブルガリア帝国（976年 - 1018年）
- 第二次ブルガリア帝国（1185年 - 1396年）
- ロヴェチ専制公国（1330年 - 1446年）
- ドブロジャ専制公国（1356年 - 1411年）
- ヴィディン王国（1369年 - 1396年）
- ブルガリア公国（1878年 - 1908年）
- 東ルメリ自治州（1878年 - 1908年）
- ストランジャ・コミューン（英語版）（1903年）
- ブルガリア王国（1908年 - 1946年）
- ラドミル共和国（1918年）
- ブルガリア人民共和国（1946年 - 1990年）

### クロアチア
- クロアチア公国（7世紀 - 925年頃）
- クロアチア王国（925年 - 1102年）
- ハンガリー・クロアチア連合王国（1102年 - 1526年）
- ラグサ共和国（1358年 - 1808年）
- ハプスブルク朝クロアチア王国（1527年 - 1868年）
- スラヴォニア王国（1699年 - 1868年）
- クロアチア＝スラヴォニア王国（1868年 - 1918年）
- スロベニア人・クロアチア人・セルビア人国（1918年）
- クロアチア独立国（1941年 - 1945年）
- トリエステ自由地域（1947年 - 1954年）
- クライナ・セルビア人共和国（1991年 - 1995年）
- 東スラヴォニア・バラニャおよび西スレム・セルビア人自治州（1995年 - 1998年）

### ギリシャ
- 古代ギリシアの諸ポリス（アテネ、スパルタ、テーバイ、コリントス、シチリア島のシラクサなど）
- マケドニア王国（紀元前808年 - 紀元前168年）
- 東ローマ帝国（395年 - 1453年）
- ラテン帝国（1204年 - 1261年）
- テッサロニキ王国（1204年 - 1224年）
- フィリッポポリス公国（1204年 - 1230年）
- ネグロポンテ三頭政治国（1204年 - 1470年）
- アカイア公国（1205年 - 1432年）
- アテネ公国（1205年 - 1458年）
- エピロス専制侯国（1205年 - 1479年）
- ナクソス公国（1207年 - 1579年）
- テッサロニキ帝国（1224年 - 1246年）
- ロドス騎士団（1310年 - 1522年）
- ネオパトラス公国（1319年 - 1390年）
- モレアス専制公国（1349年 - 1460年）
- アルタ専制公国（1359年 - 1416年）
- イオニア七島連邦国（1800年 - 1815年）
- イオニア諸島合衆国（1815年 - 1864年）
- 本土東部ギリシャ国（1821年 - 1825年）
- ギリシャ第一共和政（1822年 - 1832年）
- ギリシャ王国（1832年 - 1924年）
- サモス公国（1834年 - 1912年）
- クレタ国（1898年 - 1913年）
- イカリア自由国（1912年）
- ギリシャ第二共和政（1924年 - 1935年）
- ギリシャ王国（1936年 - 1941年）
- ピンドス公国・マケドニア公国（1941年 - 1942年）
- ギリシャ国（1941年 - 1944年）
- 国民解放政治委員会（1944年）
- ギリシャ王国（1944年 - 1973年）
- 臨時民主政府（1947年- 1950年）
- ギリシャ軍事政権（1967年 - 1974年）

### モンテネグロ
- ドゥクリャ（10世紀 - 1186年）
- ゼタ公国（1371年 - 1421年）
- ゼタ公国（1451年 - 1496年）
- ツルナ・ゴーラ府主教領（1516年 - 1852年）
- モンテネグロ公国（1852年 - 1910年）
- モンテネグロ王国（1910年 - 1918年）
- モンテネグロ総督府（1941年 - 1943年）

### 北マケドニア
- プリレプ卿領（1371年 - 1395年）
- クルシェヴォ共和国（英語版）（1903年）
- マケドニア独立国（1944年）[提案]

### セルビア
- ダルダニア王国（紀元前4世紀 - 紀元前28年）
- セルビア公国（780年 - 960年）
- セルビア大公国（1091年 - 1217年）
- セルビア王国（1217年 - 1346年）
- セルビア帝国（1346年 - 1371年）
- セルビア公国（1371年 - 1402年）
- セルビア専制公国（1402年 - 1459年）
- セルビア王国（1718年 - 1739年）
- コチャの国境（1788年 - 1791年）
- 革命派セルビア（1804年 - 1813年）
- セルビア公国（1815年 - 1882年）
- セルビア王国（1882年 - 1918年）
- ユーゴスラビア王国（1918年 - 1941年）
- セルビア救国政府（1941年 - 1944年）
- ユーゴスラビア民主連邦（1943年 - 1945年）
- ユーゴスラビア社会主義連邦共和国（1945年 - 1992年）
- コソボ共和国（1990年 - 2000年）
- ユーゴスラビア連邦共和国（1992年 - 2003年）
- セルビア・モンテネグロ（2003年 - 2006年）
  -  セルビア共和国（2003年 - 2006年）
  -  モンテネグロ共和国（2003年 - 2006年）

### スロベニア
- カルニオラ公国（1364年 - 1918年）
- イリュリア王国（1816年 - 1849年）

### コーカサス
- コルキス（紀元前13世紀 - 131年）
- イベリア王国（紀元前302年 - 580年）
- カフカス・アルバニア王国（紀元前2世紀 - 8世紀）
- アバスギア（64年 - 786年）
- ラジカ（131年 - 697年）
- イベリア公国（588年 - 888年）
- トビリシ首長国（736年 - 1122年）
- アブハジア王国（778年 - 1008年）
- クラルジェティ公国（870年 - 1008年）
- タオ＝クラルジェティ王国（888年 - 1008年）
- ヘレティ王国（893年 - 1020年代）
- グルジア王国（1008年 - 1490年）
- カヘティ＝ヘレティ王国（1014年 - 1104年）
- 東グルジア王国（1256年 - 1329年）
- 西グルジア王国（1259年 - 1401年）
- サムツヘ・サアタバゴ（1266年 - 1625年）
- イメレティ王国（1455年 - 1810年）
- グリア公国（1460年代 - 1829年）
- スヴァネティ公国（1463年 - 1858年）
- アブハジア公国（1463年 - 1864年）
- カヘティ王国（1465年 - 1762年）
- カルトリ王国（1478年 - 1762年）
- サメグレロ公国（1557年 - 1867年）
- カルトリ＝カヘティ王国（1762年 - 1801年）
- グリア共和国（1902年 - 1906年）
- ザカフカース民主連邦共和国（1918年）
- グルジア民主共和国（1918年 - 1921年）
- ハザール 7世紀 - 10世紀
- トムタラカニ公国（988年 - 1094年）
- チェルケシア 1427年 - 1864年
- 北カフカース山岳共和国 1917年 - 1922年
- クバーニ人民共和国 1918年 - 1920年
- スタヴロポリ・ソビエト共和国 1918年
- 黒海ソビエト共和国 1918年
- テレク・ソビエト共和国 1918年 - 1919年
- クバーニ・ソビエト共和国 1918年
- クバーニ＝黒海ソビエト共和国 1918年
- 北カフカース・ソビエト共和国 1918年
- ドン・ソビエト共和国 1918年
- ドン共和国 1918年 - 1920年
- 北カフカース首長国 1919年 - 1920年
- 山岳自治ソビエト社会主義共和国 1921年 - 1924年
- ダゲスタン自治ソビエト社会主義共和国 1921年 - 1991年
- チェチェン・イチケリア共和国　1991年 - 2000年

## イベリア半島

### スペイン
- タルテッソス 紀元前4世紀
- スエビ王国 409年 - 585年
- 西ゴート王国 415年 - 711年
- アル＝アンダルス 711年 - 1492年
  -  ウマイヤ朝 711年 - 750年
  - 後ウマイヤ朝 756年 - 1031年
  - タイファ諸王国 1031年 - 1492年
    - ムワッヒド朝 1130年 - 1269年
    -  グラナダ王国 1232年 - 1492年
- レコンキスタ 718年 - 1492年
- アストゥリアス王国 718年 - 925年
- スペイン辺境領 795年 - 987年
- ナバラ王国 824年 - 1620年
- レオン王国 910年 - 1052年
- カタルーニャ君主国 987年 - 1716年
- カスティーリャ王国 1035年 - 1715年
- アラゴン王国 1035年 - 1715年
  -  アラゴン連合王国 1137年 - 1716年
- マヨルカ王国 1231年 - 1349年
- バレンシア王国 1237年 - 1707年
- カトリック両王 1474年 - 1504年
- スペイン・ハプスブルク朝 1504年 - 1700年
- スペイン第一共和政 1873年 - 1874年
- スペイン第二共和政 1931年 - 1939年
- アストゥリアス社会主義共和国　1934年
- フランコ体制   1939年 - 1975年

### ポルトガル
- ポルトゥカーレ伯領  868年 - 1139年
- ポルトガル王国 1139年 - 1910年
  - ブルゴーニュ朝 1139年 - 1385年
  - アヴィス朝 1385年 - 1580年
  - ハプスブルク朝 1581年 - 1640年
  - ブラガンサ朝 1641年 - 1910年
    -  ポルトガル・ブラジル及びアルガルヴェ連合王国 1815年 - 1825年
- ポルトガル第一共和政 1910年 - 1926年
- ディタドゥーラ・ナシオナル 1926年 - 1933年
- エスタド・ノヴォ 1933年 - 1974年

## アフリカ

### 北アフリカ

#### モロッコ
- ネコル王国（英語版）（710年 - 1015年）
- バルガワタ（英語版）（744年 - 1058年）
- ミドラール朝（757年 - 976年）
- イドリース朝（788年 - 985年）
- ムラービト朝（1040年 - 1147年）
- （1130年 - 1269年）
- マリーン朝（1244年 - 1465年）
- フェズ王国（ワッタース朝）（1472年 - 1554年）
- サアド朝（1509年 - 1659年）
- サレ共和国（1627年 - 1668年）
- アラウィー朝（1631年 - 1912年）
- リーフ共和国（1921年 - 1926年）

#### エジプト
- 古代エジプト諸王朝
  - エジプト原始王時代（紀元前4200年頃 - 紀元前3150年）
  - エジプト初期王朝時代（紀元前3150年 - 紀元前2686年）
  - エジプト古王国（紀元前2686年 - 紀元前2181年）
  - エジプト第1中間期（紀元前2181年 - 紀元前2040年）
  - エジプト中王国（紀元前2040年 - 紀元前1663年）
  - エジプト第2中間期（紀元前1663年 - 紀元前1570年）
  - エジプト新王国（紀元前1570年 - 紀元前1070年）
  - エジプト第3中間期（紀元前1069年 - 紀元前525年）
  - エジプト末期王朝（紀元前525年 - 紀元前332年）
  - プトレマイオス朝（紀元前332年 - 紀元前30年）
- アエギュプトゥス属州（紀元前30年 - 641年）
- トゥールーン朝（868年 - 905年）
- イフシード朝（935年 - 969年）
- ファーティマ朝（973年 - 1171年）
- アイユーブ朝（1169年 - 1174年、1218年 - 1250年）
- マムルーク朝（1250年 - 1517年）
  - バフリー・マムルーク朝（1250年 - 1390年）
  - ブルジー・マムルーク朝（1390年 - 1517年）
- アッバース朝（1261年 - 1517年）
- エジプト・エヤレト（1517年 - 1867年）
- ムハンマド・アリー朝（1805年 - 1953年）
  -  エジプト副王領（1867年 - 1914年）
  -  エジプト・スルタン国（1914年 - 1922年）
  -  エジプト王国（1922年 - 1953年）
- エジプト共和国（1953年 - 1958年）
- アラブ連合共和国（1958年 - 1971年）
- アラブ共和国連邦（1972年 - 1977年）

#### スーダン
- クシュ王国（紀元前780年頃 - 350年頃）
- ノバティア（英語版）（400年頃 - 7世紀頃）
- マクリア（英語版）（5世紀頃 - 1518年）
- アロディア（英語版）（6世紀頃 - 1504年）
- ダジュ王国（英語版）（12世紀頃 - 15世紀頃）
- アル・アブワブ王国（英語版）（13世紀頃 - 15〜16世紀頃？）
- トゥンジュール王国（1400年頃 - 1650年頃）
- シルック王国（15世紀頃 - 1861年）
- ファズグリ王国（英語版）（1500年頃 - 1685年）
- フンジ・スルタン国（英語版）（1504年 - 1821年）
- ダルフール・スルターン国（1603年 - 1874年、1898年 - 1916年）
- マフディー国家（英語版）（1885年 - 1899年）
- スーダン共和国（1956年 - 1969年）
- スーダン民主共和国（1969年 - 1985年）

#### リビア
- トリポリタニア・エヤレト/ヴィライェト（1551年 - 1711年、1835年 - 1912年）
- カラマンリー朝（1711年 - 1835年）
- トリポリタニア共和国（1918年 - 1922年）
- キレネイカ首長国（1949年 - 1951年）
- リビア連合王国（1951年 - 1969年）
- リビア・アラブ共和国（1969年 - 1977年）
- アラブ共和国連邦（1972年 - 1977年）
- アラブ・イスラム共和国（1974年）
- 大リビア・アラブ社会主義人民ジャマーヒリーヤ国（1977年 - 2011年）
- リビア（2011年 - 2012年）

#### アルジェリア・チュニジア
- カルタゴ（紀元前814年 - 紀元前146年）
- マウレタニア王国（紀元前3世紀 - 40年）
- ヌミディア王国（紀元前202年 - 紀元前46年）
- ヴァンダル王国（435年 - 534年）
- ルスタム朝（777年 - 909年）
- アグラブ朝（800年 - 909年）
- ファーティマ朝（909年 - 948年）
- ズィール朝（983年 - 1148年）
- ハンマード朝（1015年 - 1152年）
- ハフス朝（1229年 - 1574年）
- ザイヤーン朝（1236年 - 1550年）
- ベジャイアのハフス朝（英語版）（1285年 - 1510年）
- トゥーグラ・スルタン国（英語版）（1414年 - 1871年）
- ベニ・アッバス王国（英語版）（1510年 - 1871年）
- クク王国（英語版）（1515年 - 1638年）
- アルジェ摂政領（1516年 - 1830年）
- チュニス君侯国（1705年 - 1881年）
- ケル・アハガル（1750年頃 - 1977年）
- アブデルカーデル首長国（英語版）（1832年 - 1847年）
- チュニジア王国（1956年 - 1957年）

### 西アフリカ
- ガーナ王国（100〜300年頃 - 1235年）
- ガオ帝国（7世紀 - 1325年）
- ンリ王国（英語版）（9世紀 - 1912年）
- モシ諸王国（11世紀 - 1896年）
  - ワガドゥグー王国
  - タンコドゴ王国
  - ファダ・ングルマ王国
  - ゾンドマ王国
  - ブスマ王国
  - ヤテンガ王国
- アルドラ王国（12世紀/13世紀 - 1724年）
- ベニン王国（1180年 - 1897年）
- ボノ・マンソ（11世紀 - 20世紀）
- イフェ王国（英語版）（12世紀頃 - 1420年）
- マリ帝国（1235年 - 1672年）
- ダグボン王国（英語版）（1250年頃 - 1899年?）
- ファンティ連合（英語版）（1252年 - 1844年、16世紀 - 1873年）
- ワーロ王国（英語版）（1287年 - 1855年）
- ハウサ諸王国（13世紀 - 19世紀）
- ソンガイ帝国（1340年頃 - 1591年）
- ジョロフ帝国（1350年 - 1549年）
- オヨ王国（1400年 - 1905年）
- アガデス・スルタン国（英語版）（1405年 - 1906年）
- ギャーマン（英語版）（1450年頃 - 1895年）
- サルーム王国（英語版）（1494年 - 1864年）
- デンキーラ（英語版）（1500年頃 - 1701年）
- クワララファ連邦（英語版）（1500年頃 - 1840年頃）
- 大フロ帝国（1512年 - 1776年）
- シヌ王国（英語版）（1520年 - 1867年）
- カーブ帝国（英語版）（1537年 - 1867年）
- ジョロフ王国（1549年 - 1875年）
- カヨール王国（1549年 - 1879年）
- バオル王国（英語版）（1555年 - 1895年）
- ウィダー王国（英語版）（1580年頃 - 1727年）
- ダホメ王国（1600年 - 1900年）
- ソリマナ（1600年代 - 1869年）
- トラルザ首長国（英語版）（1640年 - 1902年）
- アシャンティ王国（1670年 - 1902年）
- ハッソ王国（英語版）（1681年 - 1880年）
- ブンドゥ王国（1690年 - 1858年）
- アロ連合（英語版）（1690年 - 1902年）
- コング帝国（1710年 - 1898年）
- バンバラ王国（英語版）（1712年 - 1861年）
- フータ・ジャロン・イマーム国（1725年 - 1912年）
- ダマガラム・スルタン国（英語版）（1731年 - 1851年）
- フータ・トロ・イマーム国（英語版）（1776年 - 1859年）
- バウレ王国（18世紀）
- リフレッシュ諸島（英語版）（1811年 - 1816年）
- イロリン王国（19世紀 - 1897年）
- ソコト帝国（1804年 - 1903年）
- メリーランド共和国（1841年 - 1857年）
- ザバルマ首長国（1860年 - 1897年）
- トゥクロール帝国（1861年 - 1890年）
- サモリ帝国（英語版）（1878年 - 1898年）
- ナイジェリア連邦（1954年 - 1963年）
- ダホメ共和国（1958年 - 1975年）
- オートボルタ（1958年 - 1984年）
- マリ連邦（1959年 - 1960年）
- ビアフラ共和国（1967年 - 1970年）
- ベニン共和国（1967年）
- ベナン人民共和国（1975年 - 1990年）
- ギニア人民革命共和国（1978年 - 1984年）
- セネガンビア国家連合（1982年 - 1989年）
- アザワド（2012年）

### 東アフリカ

#### コモロ諸島
- アリ・ソイリ政権（1976年 - 1978年）
- アンジュアン国（1997年 - 2002年、2007年 - 2008年）

#### セーシェル
- セーシェル第一共和国（1976年 - 1977年）
- セーシェル共和国（1977年 - 1991年）

#### マダガスカル
- メリナ王国（1540年 - 1897年）
- メナベ王国（1685年頃 - 1834年）
- ボイナ王国（1690年頃 - 1840年）
- タマタヴ王国（1712年 - 1828年）
- アントンギル王国（1773年 - 1786年）
- タニベ王国（1822年 - 1828年）
- アンタカラナ王国（1843年にフランス保護領として成立、1895年に併合）
- マラガシ共和国（1958年 - 1975年）
- マダガスカル民主共和国（1975年 - 1992年）
- マダガスカル第三共和国（1992年 - 2010年）

#### アフリカの角
- ダモ卜（紀元前8世紀頃 - 紀元前6世紀頃）
- アクスム王国（100年頃 - 940年頃）
- シェワ・スルタン国（896年 - 1286年）
- ザグウェ朝（900年頃 - 1270年）
- ダモト王国（900年 - 1317年）
- ミドゥリ・バリ（1137年頃 - 1879年）
- ウォライタ王国（1251年頃 - 1896年）
- ハディヤ・スルタン国（13世紀 - 15世紀）
- アジュラーン・スルタン国（13/14世紀 - 15世紀）
- エチオピア帝国（1270年 - 1974年）
- イファト・スルタン国（1285年頃 - 1415年頃）
- エナレヤ（14世紀頃 - 1710年頃）
- カファ王国（1390年頃 - 1897年）
- アダル・スルタン国（1415年頃 - 1559年頃）
- ヤンマ王国（15世紀頃 - 1894年）
- マジェルテーン・スルタン国（15/16世紀 - 1927年）
- オーッサ・イマーム国（1577年 - 1734年）
- ハラール首長国（1647年 - 1887年）
- ゲレディ・スルタン国（1695年 - 1911年）
- オーッサ・スルタン国（1734年 - 1936年）
- イサック・スルタン国（1750年 - 1884年）
- ハバル・ユニス・スルタン国（1769年頃 - 1907年）
- グンマ王国（1770年頃 - 1902年）
- ゴンマ王国（1780年頃 - 1886年）
- ジンマ王国（1790年 - 1932年）
- リンム＝エナレヤ王国（1801年 - 1891年）
- ゲラ王国（1835年 - 1887年）
- ホビョ・スルタン国（1878年 - 1927年）
- エチオピア・エリトリア連邦（1952年 - 1962年）
- ソマリランド国（1960年）
- ソマリア共和国（1960年 - 1969年）
- ソマリア民主共和国（1969年 - 1991年）
- 社会主義エチオピア（1974年 - 1987年）
- エチオピア人民民主共和国（1987年 - 1991年）
- ソマリア暫定政府（1991年 - 1997年）
- ソマリア暫定国民政府（1997年 - 2004年）
- 南西ソマリア（2002年 - 2006年）
- ソマリア暫定連邦政府（2004年 - 2012年）

#### アフリカ大湖沼及び大湖沼以南
- ブソガ王国（? - 1906年）
- マリンディ王国（9世紀 - 15世紀）
- キルワ王国（957年 - 1513年）
- パテ・スルタン国（1203年 - 1870年）
- ブニョロ王国（13世紀 - 1897年）
- ブガンダ王国（14世紀 - 1894年）
- ルワンダ王国（14世紀頃 - 1961年）
- カラグウェ王国（1450年 - 1963年）
- アンコーレ王国（1478年 - 1901年）
- マラビ帝国（1480年頃 - 1891年）
- モンバサ・スルタン国（1502年 - 1887年）
- ブルンジ王国（1680年頃 - 1966年）
- ウィトゥ・スルタン国（1810年 - 1923年）
- ガザ帝国（1824年 - 1895年）
- トロ王国（1830年 - 1876年）
- ザンジバル・スルターン国（1856年 - 1890年、1963年 - 1964年）
- タンガニーカ（1961年 - 1964年）
- ルウェンズルル王国（1963年 - 1967年）
- ザンジバル人民共和国（1964年）
- モザンビーク人民共和国（1975年 - 1990年）

### 中部アフリカ
- カネム帝国（700年頃 - 1380年）
- アンジク王国（14世紀 - 19世紀）
- ボルヌ帝国（1380年 - 1893年）
- コンゴ王国（1390年 - 1914年）
- ムブンダ王国（1500年頃 - 1917年）
- ンドンゴ王国（16世紀 - 1671年）
- ワダイ・スルタン国（1501年 - 1912年）
- バギルミ王国（1522年 - 1897年）
- ロアンゴ王国（1550年頃 - 1883年頃）
- ルバ王国（1585年 - 1889年）
- ルンダ王国（1600年頃 - 1887年）
- ヤカ王国（17世紀 - 18世紀）
- カザンジェ王国（1620年 - 1910年）
- クバ王国（1625年 - 1884年）
- マタンバ王国（1631年 - 1744年）
- カゼンベ王国（1740年頃 - 1894年）
- イェケ王国（1856年 - 1891年）
- コンゴ国際協会（1879年 - 1885年）
- コンゴ自由国（1885年 - 1908年）
- 南カサイ鉱山国（1960年 - 1962年）
- カタンガ共和国（1960年 - 1963年）
- コンゴ共和国（1960年 - 1971年）
- コンゴ人民共和国（1970年 - 1991年）
- ザイール（1971年 - 1997年）
- アンゴラ人民共和国（1975年 - 1992年）
- アンゴラ民主人民共和国（1975年 - 1976年、1979年 - 2002年）
- 中央アフリカ帝国（1976年 - 1979年）

### 南部アフリカ
- ジンバブエ王国（1220年 - 1450年）
- モノモタパ王国（15世紀前半 - 1888年）
- ブトゥア王国（1450年頃 - 1683年）
- ロズウィ帝国（1480年 - 1866年）
- スウェレンダム共和国（1795年）
- グラーフ＝ライネ共和国（1795年 - 1796年）
- グリカランドウェスト（1800年 - 1880年）
- ズールー王国（1816年 - 1879年）
- ナタール共和国（1839年 - 1843年）
- トランスヴァール共和国（1852年 - 1902年）
- オレンジ自由国（1854年 - 1902年）
- グリカランドイースト（1862年 - 1879年）
- ゴシェン国（1882年 - 1883年）
- ステラランド共和国（1882年 - 1885年）
- ステラランド合衆国（1883年 - 1885年）
- ニーウェ共和国（1884年 - 1888年）
- ウピントニア共和国（1885年 - 1887年）
- 南アフリカ連邦（1910年 - 1961年）
- ローデシア（1965年 - 1979年）
- ジンバブエ・ローデシア（1979年）

#### バントゥースタン
- トランスカイ（1963年 - 1994年）
- ヘレロランド（1968年 - 1989年）
- オバンボ自治国（1968年 - 1989年）
- カバンゴ自治国（1970年 - 1989年）
- ボプタツワナ（1972年 - 1994年）
- レボワ（1972年 - 1994年）
- 東カプリビ自治国（1972年 - 1989年）
- ガザンクル（1973年 - 1994年）
- クワクワ（1974年 - 1994年）
- ナマランド（1976年 - 1989年）
- クワズールー（1977年 - 1994年）
- ヴェンダ（1979年 - 1994年）
- バスターランド（1979年 - 1989年）
- ダマラランド（1980年 - 1989年）
- ツワナランド（1980年 - 1989年）
- シスカイ（1981年 - 1994年）
- クワンデベレ（1981年 - 1994年）
- カングワネ（1984年 - 1994年）

## 北アメリカ

### カナダ
- ヌーベルフランス 1534年 - 1763年
- アッパーカナダ 1791年 - 1841年
- ローワーカナダ 1791年 - 1841年
- ニューファンドランド 1907年 - 1949年

### アメリカ
- スペイン領フロリダ 1513年 - 1763年  1783年 - 1821年
- ヌーベルフランス 1534年 - 1763年
  -  フランス領ルイジアナ
- ニュースウェーデン 1638年 - 1655年
- ニューネーデルランド 1614年 - 1674年
- ニューアムステルダム 1653年 - 1674年
- マサチューセッツ湾植民地 1629年 - 1692年
- 13植民地 1607年 - 1783年
  -  ニューハンプシャー植民地
  -  マサチューセッツ湾直轄植民地
  -  ロードアイランド植民地
  -  コネチカット植民地
  -  ニューヨーク植民地
  -  ニュージャージー植民地
  -  ペンシルベニア植民地
  -  デラウェア植民地
  -  メリーランド植民地
  -  バージニア植民地
  -  ノースカロライナ植民地
  -  サウスカロライナ植民地
  -  ジョージア植民地
- バーモント共和国 1777年 - 1791年
- マスコギー国 1777年 - 1803年
- ロシア領アメリカ 1799年 - 1867年
- 西フロリダ共和国 1810年
- インディアン・ストリーム共和国 1832年 - 1835年
- テキサス共和国 1836年 - 1845年
- カリフォルニア共和国 1846年
- デザレット州 1849年 - 1850年
- アメリカ連合国 1861年 - 1865年
- プエルトリコ共和国（英語版） 1868年、1898年

## 中部アメリカ

### 先コロンブス期
- マヤ文明
  - ティカル
  - ウシュマル
  - チチェン・イッツァ
- テオティワカン 紀元前2世紀 - 6世紀
- ショチカルコ 650年 - 900年
- トルテカ帝国 7世紀頃 - 12世紀頃
  - トゥーラ・シココティトラン
- テスココ王国
- タラスカ王国
- アステカ帝国 1428年頃 - 1521年
- トラスカラ王国
- キチェー王国

### メキシコ
- ヌエバ・エスパーニャ副王領 1519年 - 1821年
- メキシコ帝国
  -  メキシコ第一帝政 1821年 - 1823年
  -  メキシコ第二帝政 1864年 - 1867年
- ユカタン共和国
  - 第一共和国 1823年
  - 第二共和国 1841年 - 1848年
- メキシコ合衆国 (19世紀) 1824年 - 1835年
- メキシコ共和国 1835年 - 1846年
- リオグランデ共和国 1840年

### 中央アメリカ
- グアテマラ総督領 1541年 - 1821年
- イギリス領ホンジュラス 1783年 - 1981年
- 中央アメリカ連邦共和国 1823年 - 1839年
- ベルギー領サント・トマス　1843年 - 1854年
- 中央アメリカ大共和国 1896年 - 1898年
- ロスアルトス共和国 1838年 - 1840年
- ソノラ共和国
- パナマ運河地帯 1903年 - 1979年
- アイレク共和国 1995年

### カリブ海地域
- サン＝ドマング 1625年 - 1804年
- 海賊共和国 1706年 - 1718年
- ハイチ帝国 1804年 - 1806年
- ハイチ国 1806年 - 1811年
- ハイチ王国 1811年 - 1820年
- ハイチ帝国 1849年 - 1859年
- アンギラ共和国 1967年 - 1969年

## 南アメリカ

### 先コロンブス期
- チムー王国 850年頃 - 1470年頃
- クスコ王国 1197年 - 1438年
  -  インカ帝国 1438年 - 1533年

### コロンビア・ベネズエラ
- ヌエバ・グラナダ副王領  1717年 - 1723年　　(一時廃止)　1739年 - 1810年
- クンディナマルカ共和国（英語版）　1810年 - 1815年
- カルタヘナ共和国1811年 - 1815年
- ヌエバ・グラナダ連合州 1810年 - 1816年
- ベネズエラ第一共和国（英語版）  1810年 - 1812年
- ベネスエラ第二共和国（英語版） 1813年 - 1814年
- ベネスエラ第三共和国（英語版） 1817年 - 1819年
- 大コロンビア 1819年 - 1831年
- ヌエバ・グラナダ共和国　1831年 - 1858年
- グラナダ連合　1858年 - 1863年
- コロンビア合衆国 1863年 - 1886年

### ギアナ地方
- 英領ガイアナ 1831 - 1966
- オランダ領スリナム（英語版）  1667年 - 1954年

### ペルー・ボリビア
- ペルー副王領 1542年 - 1824年
- 北ペルー共和国 1836年 - 1839年
- 南ペルー共和国 1836年 - 1839年
- ペルー・ボリビア連合 1836年 - 1839年

### アルゼンチン
- リオ・デ・ラ・プラタ副王領 1776年 - 1814年
- リオ・デ・ラ・プラタ諸州連合  1810年 - 1831年
- 東方州
- 連邦同盟  1814年 - 1820年
- エントレ・リオス共和国 1820年 - 1821年
- アルゼンチン連合 1835年 - 1860年
- リオグラデンセ共和国（英語版）
- ジュリアナ共和国（英語版）
- チリ社会主義共和国　1932年

### ブラジル
- ポルトガル領ブラジル 1500年-1808年
- オランダ領ブラジル（英語版） 1830年 - 1854年
- ポルトガル・ブラジル及びアルガルヴェ連合王国 1815年 - 1825年
- ブラジル帝国 1822年 - 1889年
- フランス領クナニ　1886年 - 1887年
- ブラジル合衆国 1889年- 1930年
- トリニダード公国 1893年 - 1895年
- アクレ共和国　1899年 - 1900年　1900年　1903年

### チリ
- アラウカニア・パタゴニア王国 1860年 - 1862年

## オセアニア
- ハワイ王国　1795年 - 1893年
  - カメハメハ朝　1795年-1872年
  - カラカウア朝　1874年-1893年
- ハワイ共和国　1894年 - 1898年
- アベママ王国　1840年頃 - 1892年
- トンガ大首長国
- ラロトンガ王国　1858年 - 1893年
- バウ王国　1867年 - 1871年
- ラウ王国　1867年 - 1871年
- ギルバートおよびエリス諸島 1892年 - 1976年
- 共同統治領ニューヘブリディーズ 1906年 - 1980年
- ニュー・サウス・ウェールズ植民地（英語版） 1788年 - 1900年
- スワン川植民地（英語版） 1829年 - 1833年
- クイーンズランド植民地（英語版） 1859年 - 1901年
- イギリス領ニュージーランド 1841年 - 1907年
- ニュージーランド自治領 1907年 - 1947年
- ドイツ領ニューギニア　1884年 - 1919年
- ニューギニア (信託統治領) 1914年 - 1975年
- オランダ領ニューギニア 1945年 - 1962年
- 西パプア共和国 1961年 - 1969年
- 南洋諸島 1919年 - 1947年
- 太平洋諸島信託統治領 1947年 - 1994年
- タンナ国　1974年
- バヌアツ人民暫定政府 1977年 - 1978年
- ベマラナ共和国　1980年
- タフェア国　1980年
- カナキー共和国　1984年
- ロツマ共和国　1987年 - 1988年